# Eslavonia Occidental durante la guerra de Croacia
Durante la Guerra de Croacia, Eslavonia Occidental fue un violento escenario de una parte de las Guerras yugoslavas. En las entonces municipalidades Virovitica, Daruvar, Grubišno Polje, Podravska Slatina, Orahovica, Pakrac, Novska, Slavonska Požega y Nova Gradiška se realizaron intensos combates entre las tropas croatas representadas por la Guardia Nacional Croata - ZNG (luego Ejército Croata - HV) y el Ejército Popular Yugoslavo - JNA (5.º Cuerpo) junto a las fuerzas de Defensa Territorial serbocroatas. 
Los objetivos de los actores que participaron en esta región eran los mismos que en el resto de Croacia aunque con su particularidad local:
- Los croatas buscaban ejercer su dominio sobre la región luego de su declaración de la independencia y de su escisión de Yugoslavia, a la que habían pertenecido desde 1918.
- Los serbios[Nota 3] se negaban ser una minoría en Croacia y deseaban mantenerse unidos a Yugoslavia (luego pretendieron pertenecer a un estado serbio) siguiendo el recuerdo vivo de las matanzas que habían sufrido en la Segunda Guerra Mundial en el marco del Estado Independiente de Croacia (NDH). En esa contienda, particularmente encarnizada en la Federación, los partisanos triunfadores de Tito no solo buscaron implantar el régimen socialista sino mantener la unidad yugoslava. El Campo de concentración de Jasenovac, en Eslavonia Occidental, fue una de las sedes de las matanzas contra judíos y serbios.
- Los Yugoslavos (personificados en el JNA) pretendían impedir la desintegración.

La evolución de la guerra, tal como sucedió en el resto de Croacia, una vez iniciadas las operaciones abiertas tuvo dos campañas o momentos claramente definidos:
- Desde agosto de 1991 a enero de 1992 cuando Croacia logró expulsar al JNA de gran parte de Eslavonia Occidental y a confinarlo junto a los serbios en un sector alrededor de Okučani y Pakrac. En Eslavonia es donde mayor éxito tuvo Croacia en 1991. Los eventos más importantes fueron la Batalla de los Cuarteles (Bjelovar, Virovitica, Varaždin, Daruvar, Požega); la Operación Otkos-10, Operación Papuk-91 y Operación Orkan-91.
- La otra campaña, de mayo de 1995, precedida por la presencia de las tropas de Naciones Unidas, consistió en la expulsión total del remanente serbio que se debió marchar al sur del río Sava (Operación Bljesak).
- Entre ambas campañas, existió una pausa operacional en la cual se retiró el JNA, se desmilitarizó parcialmente la zona y se contó con la presencia de las tropas Naciones Unidas (UNPROFOR) en un área denominada UNPA - SW (Área Protegida de Naciones Unidas - Sector Eslavonia Occidental).

## Contexto general

### Antecedentes políticos
Durante la Segunda Guerra Mundial en el entonces Estado Independiente de Croacia (NDH), la lucha enfrentó a los ustachas colaboracionistas de los nazis contra los partisanos liderados por Josip Broz (alias Tito) (1892-1980). Durante ese enfrentamiento, los serbios que habitaban el territorio bajo dominio croata (que incluía a Bosnia durante ese período) fueron sistemáticamente perseguidos. El movimiento de Pavelić consideraba a la población serbia en general como un elemento extraño a la nación croata a la que se debía eliminar mediante el terror para conservar la independencia recién lograda. La persecución de aquella comenzó inmediatamente después de la independencia. En agosto de 1941, el Gobierno del NDH puso en marcha el campo de concentración de Jasenovac en Eslavonia Occidental, donde las estimaciones apuntan a que fueron asesinadas cerca de 80.000-90.000 de personas, en su mayoría serbios, aunque las cifras son controvertidas.
Tras el triunfo de las fuerzas aliadas y partisanas en la Segunda Guerra Mundial, el territorio que recibió la denominación provisional de República Democrática Federal de Yugoslavia en 1943, pasó a llamarse oficialmente República Federal Popular de Yugoslavia en 1945. Su férrea conducción fue ejercido por Tito hasta su muerte e integrado por seis repúblicas socialistas (Eslovenia, Croacia, Bosnia, Serbia, Macedonia y Montenegro).
A fines de la década de 1980, el sistema comunista en Europa del Este se desintegró. Ese colapso no pasó por alto a la República Federal Socialista de Yugoslavia (RFSY), en la que aparecieron las primeras fuerzas políticas no comunistas en 1989. El estado multinacional y complejo de Yugoslavia no tenía una cuestión nacional resuelta, aunque los comunistas lo habían reclamado durante décadas. Como un estado gobernado por la Liga de los Comunistas con puño de hierro, Yugoslavia estaba en una crisis constante, intensificada después de la muerte de Josip Broz Tito. Sectores políticos pudieron reflotar rencores que databan de la Guerra 1941/45 y aprovecharlas. En la década de 1980, Yugoslavia estuvo marcada por el levantamiento albanés en Kosovo, la gran crisis económica y los esfuerzos de Serbia por centralizar el sistema a expensas de otras repúblicas, siguiendo el modelo de soluciones que existían hasta fines de la década de 1960. Después de exitosas presiones extrainstitucionales, Serbia limitó la autonomía de sus provincias autónomas en 1989 (Kosovo y Vojvodina). En Croacia el desánimo y la ineficiencia de la Liga de Comunistas de Croacia fue explotada por la recién establecida Unión Democrática Croata (HDZ) en 1989 dirigida por el Franjo Tudjman (1922 - 1999). En la primavera de 1990, el HDZ ganó las primeras elecciones multipartidarias. A finales de año, los comunistas habían sido derrotados en Eslovenia, Bosnia y Herzegovina y Macedonia en las primeras elecciones libres.
En agosto de 1990, comenzó en Knin el levantamiento serbocroata contra las acciones independentistas croatas. Recordando los antecedentes de la Segunda Guerra Mundial, se rehusaban a ser una minoría bajo el dominio croata y la consecuente matanza sucedida. A fines de 1990, los serbios insurgentes declararon la Región Autónoma de Serbia (SAO) Krajina. El intento de los líderes de las repúblicas de negociar una nueva Yugoslavia en negociaciones directas en la primera mitad de 1991 fracasó. En mayo de 1991, Croacia organizó un referéndum en el que la mayoría de los ciudadanos votaron por la independencia. Sobre la base de estos resultados, Croacia declaró su independencia el 26 de junio de 1991.
Una guerra de corta duración entre Eslovenia y el Ejército Popular Yugoslavo a fines de junio y en los primeros días de julio de 1991 condujo al compromiso de los representantes de la entonces Comunidad Económica Europea con la crisis yugoslava. Con sus esfuerzos, el 7 de julio de 1991 se acordó una moratoria de tres meses sobre la decisión de independencia de Croacia y Eslovenia. Durante esos tres meses no se llegó a un acuerdo político.
El 15 de enero de 1992 Croacia obtuvo el reconocimiento internacional de la Comunidad Económica Europea y poco después de la ONU.

### Ambiente geográfico y social en Eslavonia Occidental
Desde el punto de vista geográfico, Eslavonia Occidental se extiende en el área ente los ríos Sava y Drava llegando hasta el río Ilova en el oeste y la llanura de Požega en el este. Políticamente, se empleó ésta denominación para referirse al área serbia que se declaró autónoma en agosto de 1991 y que, con una superficie menor, integró la Repúblika Srpska Krajina entre 1992 a 1995. 
Según la declaración del entonces Consejo de la Región de Serbia de Eslavonia Occidental del 29 de enero de 1992, dicha región estaba constituida, inicialmente, por las municipalidades de Grubišno Polje, Daruvar, Pakrac, Podravska Slatina, Okučani y así como los territorios de las aldeas serbias en las municipalidades de Nova Gradiška, Slavonska Požega, Donji Miholjac, Orahovica, Virovitica, Novska, Garesnica y Kutina.  
El relieve de Eslavonia Occidental se caracteriza por combinar montañas y llanuras. Las primeras se encuentras cubiertas por bosques: Bilogora, Psunj, Papuk, Ravna gora, Krndija, Dilj y Požeška gora. Ellas forman parte de las denominadas "islas - montañas" alrededor de las cuales se encuentra la llanura Panónica. En esta parte de Eslavonia también hay tierras llanas ricas como el valle de Požega (Požeška kotlina) y el valle de Podravina en el norte y Posavina en el sur. Además de los principales ríos como el Sava y el Drava, la imagen hidrográfica es completada por muchos ríos pequeños como el Ilova, Pakra, Toplica, arroyos, lagos y aguas termales.

Las relaciones políticas y el curso de la guerra en la región fueron determinados por la composición étnica de la población. Su composición era diversa. En general, los serbios se constituían como minoría en el ámbito rural mientras que los croatas lo hacían en el urbano. De allí la amplia superficie que llegan a dominar los primeros.

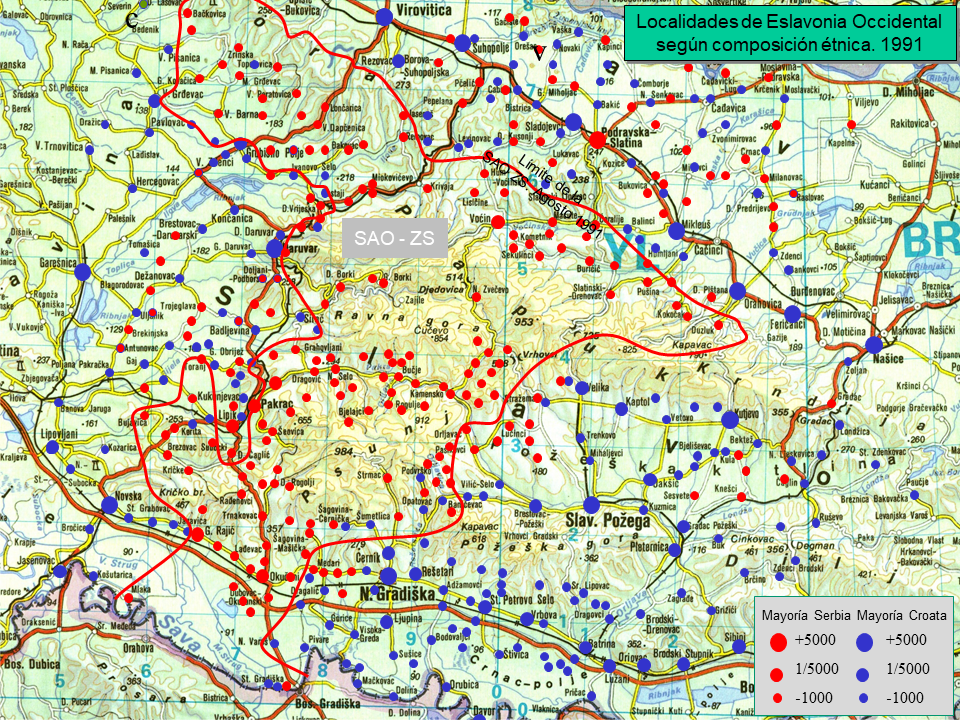
Localidades de Eslavonia Occidental según mayoría étnica. Censo 1991

| Municipio      | Año  | Total | Serbios  | Serbios    | Croatas  | Croatas    | Musulmanes | Musulmanes | Yugoslavos | Yugoslavos | Otros    | Otros      |
| -------------- | ---- | ----- | -------- | ---------- | -------- | ---------- | ---------- | ---------- | ---------- | ---------- | -------- | ---------- |
| Municipio      | Año  | Total | Cantidad | Porcentaje | Cantidad | Porcentaje | Cantidad   | Porcentaje | Cantidad   | Porcentaje | Cantidad | Porcentaje |
| Nova Gradiška  | 1981 | 61267 | 11267    | 18,4       | 42567    | 69,5       | 77         | 0,1        | 6088       | 9,9        | 1268     | 2,1        |
| Nova Gradiška  | 1991 | 60749 | 12572    | 20,7       | 43692    | 71,9       | 100        | 0,2        | 1810       | 3          | 2575     | 4,2        |
| Požega         | 1981 | 71296 | 9557     | 13,4       | 53305    | 74,8       | 32         | 0          | 5894       | 8,3        | 2508     | 3,5        |
| Požega         | 1991 | 71745 | 9759     | 13,6       | 57277    | 79,8       | 90         | 0,1        | 1546       | 2,2        | 3073     | 4,3        |
| Pakrac         | 1981 | 27203 | 10703    | 39,3       | 8473     | 31,1       | 9          | 0          | 6124       | 22,5       | 1894     | 7          |
| Pakrac         | 1991 | 27589 | 12813    | 46,4       | 9896     | 35,9       | 37         | 0,1        | 1345       | 4,9        | 3497     | 12,7       |
| Slatina        | 1981 | 32024 | 10591    | 33,1       | 17011    | 53,1       | 21         | 0,1        | 3787       | 11,8       | 614      | 1,9        |
| Slatina        | 1991 | 31227 | 11212    | 35,9       | 17898    | 57,3       | 47         | 0,2        | 1092       | 3,5        | 978      | 3,1        |
| Virovitica     | 1981 | 47417 | 7305     | 15,4       | 33562    | 70,8       | 35         | 0,1        | 5135       | 10,8       | 1380     | 2,9        |
| Virovitica     | 1991 | 46661 | 7271     | 15,6       | 35850    | 76,8       | 79         | 0,2        | 1214       | 2,6        | 2247     | 4,8        |
| Grubišno Polje | 1981 | 15756 | 4555     | 28,9       | 5676     | 36         | 4          | 0          | 2297       | 14,6       | 3224     | 20,5       |
| Grubišno Polje | 1991 | 14206 | 4540     | 32         | 6015     | 42,3       | 8          | 0,1        | 636        | 4,5        | 3007     | 21,2       |
| Daruvar        | 1981 | 31424 | 9528     | 30,3       | 8907     | 28,3       | 13         | 0          | 5766       | 18,3       | 7210     | 22,9       |
| Daruvar        | 1991 | 30092 | 10074    | 33,5       | 10459    | 34,8       | 62         | 0,2        | 1653       | 5,5        | 7844     | 26,1       |
| Novska         | 1981 | 24530 | 5194     | 21,2       | 15060    | 61,2       | 94         | 0,4        | 2587       | 10,5       | 1595     | 6,5        |
| Novska         | 1991 | 24696 | 5402     | 21,9       | 16556    | 67         | 58         | 0,2        | 675        | 2,7        | 2005     | 8,1        |

## Evolución de la situación de conflicto en Eslavonia Occidental
Al igual que en el resto de los sectores de Croacia donde había mayorías serbias, los orígenes de la Región Autónoma Serbia de Eslavonia Occidental (SAO - ZS) está ligado con los del Partido Democrático Serbio  (SDS). Luego de su fundación en Knin, el SDS - Croacia se extendió en junio y julio de 1990 a la región de Eslavonia y Baranja. Luego se dividirá en SDS - Eslavonia Occidental y SDS - Eslavonia Oriental y Baranja. Esto permitió que el desarrollo político en Eslavonia Occidental tenga una dinámica algo particular, distinta al resto de Croacia.
El 2 de octubre de 1990 se produjo un importante acto de violencia física en Slatina. Entre 800/1000 militantes del SDS atacaron la estación policial local, luego de ataques a las estaciones policiales de Knin, Banija, Petrinja y Pakrac. Si bien no pudieron logar el cometido de robar armamento, un policía fue gravemente herido.
En febrero del año siguiente la situación se tensó en Pakrac. Ante la decisión croata de desconocer las leyes yugoslavas, la Asamblea Municipal, de clara mayoría serbia, declaró su anexión a la Región Autónoma Serbia de la Krajina (SAO - Krajina), que la policía local pasaba a depender del ministerio del interior de esa entidad y que se debía desarmar a la población. Esa decisión fue revocada por la corte constitucional croata el 28 (la que fue ignorada por los serbocroatas).
El 1 y 2 de marzo de 1991 se produjo el incidente en Pakrac en el cual, una estación de policía de mayoría serbia desarmó a otra de mayoría croata, ambas en la misma localidad. El Ministerio del Interior de la República de Croacia envió a la Unidad de Policía Especial Omega a restablecer el control sobre la estación de policía. Las autoridades de Belgrado enviaron una unidad de JNA. Se produjo un tiroteo entre las policías y milicias serbias. Los medios de Belgrado informaron sobre la masacre de serbios, aunque solo los croatas resultaron heridos. Después de negociaciones con los representantes de la Federación la situación se calmó. El 18 de marzo, el Ejército Popular Yugoslavo se retiró de la ciudad. A partir de entonces, las tensiones intercomunales no dejaron de aumentar.

### Generación de fuerzas y unidades existentes

#### Ejército Popular Yugoslavo

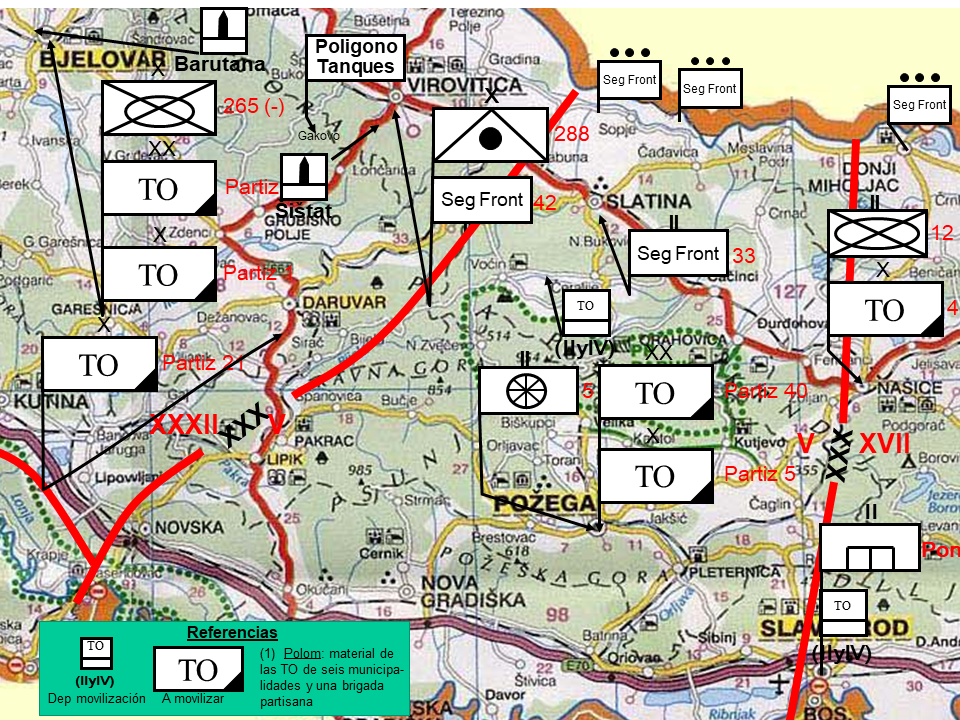
Despliegue del JNA en Eslavonia Occidental a mediados de 1991

Según la división militar-territorial del Ejército Popular Yugoslavo, el sector donde habría operaciones estaba bajo la competencia del Comando del 5.º Distrito Militar (Zagreb) y del 1.e Distrito Militar (Belgrado). Del primero, la mayoría de las unidades eran del 32.º Cuerpo (Varaždin) que contaba con su unidad más fuerte, la 265.ª Brigada Mecanizada, en Bjelovar. El Comando de la 28.º División Partisana y 1.ª Brigada Partisana (ambas a movilizar) también estaban en Bjelovar. Las armas y el equipo de esa División se encontraban en Daruvar (Doljani - cuartel Polom). En Virovitica estaba la 288.ª Brigada de Artillería Antitanque (dependiente del Comando del 5.º Distrito Militar) y el Comando del 42.º Batallón de Fronteras.
La zona de Novska; Pakrac; Nova Gradiška; Požega; Slatina estaba bajo la responsabilidad del 5.º Cuerpo (Banja Luka), del 1.e Distrito Militar. Dicha gran unidad tenía la mayoría de sus unidades en Bosnia. En Croacia, contaba con un batallón de seguridad de frontera en Slatina y una división de las movilizar de las TO croatas en Požega (donde se encontraba un batallón de transporte y un centro de instrucción). Este cuerpo tendrá la responsabilidad de las próximas operaciones de Eslavonia Occidental. El cuerpo limitaba al oeste con el 17.º con escasa implicancia en la lucha en la región.

Los cuarteles del JNA próximos o en Eslavonia Occidental eran:
| Ubicación               | Tipo                         | Unidad | Fecha de caída                                            |
| ----------------------- | ---------------------------- | --- | --------------------------------------------------------- |
| Bjelovar                | Cuarteles y depósitos        | 236.a Brigada Mecanizada junto la mayoría de sus unidades dependientes                                                | 29 de septiembre de 1991                                  |
| Bjelovar                | Comando                      | 28.a División Partisana (Reserva. A movilizar)                                                                        | 29 de septiembre de 1991                                  |
| Bjelovar                | Comando y depósitos          | 1.a Brigada Partisana (Reserva. A movilizar)                                                                          | 29 de septiembre de 1991                                  |
| Barutana                | Depósito                     | | 29 de septiembre de 1991. Detonado por el oficial a cargo |
| Čakovec                 | Cuartel                      | Regimiento de Ingenieros 32                                                                                           | 17 de septiembre de 1991                                  |
| Daruvar (Doljani)       | Cuartel                      | 21.a Brigada Partisana (Reserva. A movilizar)                                                                         | 16 de septiembre de 1991                                  |
| Daruvar (Doljani)       | Depósito                     | 21.a Brigada Partisana (Reserva. A movilizar)                                                                         | 16 de septiembre de 1991                                  |
| Grubišno Polje (Gakovo) | Polígono de tiro de tanques  | | 3 de octubre de 1991                                      |
| Koprivnica              | Cuartel                      | Batallón de Frontera 43                                                                                               | 3 de octubre de 1991                                      |
| Koprivnica              | Depósito                     | 73.a. Brigada Motorizada (Reserva. A movilizar)                                                                       | 3 de octubre de 1991                                      |
| Križevci                | Depósito                     | Regimiento Mixto de artillería Atan 441 (Reserva. A movilizar)                                                        | 10 de septiembre de 1991                                  |
| Našice                  | Cuartel                      | Batallón de Tanques / 12.a Brigada Mecanizada Proletaria                                                              | 21 de septiembre de 1991                                  |
| Podravska Slatina       | Cuartel                      | Batallón de Frontera 33 (incluye puestos de frontera en Kapinac y en Noskovac)                                        | 16 de septiembre de 1991                                  |
| Požega                  | Cuartel                      | 40.a División Partisana (Reserva. A movilizar, Dependiente del 5.º Cuerpo)                                            | 17 de septiembre de 1991.                                 |
| Požega                  | Cuartel                      | 43.º Centro de instrucción de conductores (dependiente del 5.º Distrito Militar - Zagreb).                            | 17 de septiembre de 1991.                                 |
| Požega                  | Cuartel                      | Batallón de Transporte Motorizado 5 (dependiente del 5.º Distrito Militar - Zagreb).                                  | 17 de septiembre de 1991.                                 |
| Sklandiste              | Campo de entrenamiento       | | Noviembre de 1991                                         |
| Varaždin                | Cuarteles y depósitos        | Comando 32.º Cuerpo y unidades de artillería y logísticas dependientes. 32.a División Partisana (Reserva.A movilizar) | 22 de septiembre de 1991                                  |
| Virovitica              | Cuarteles y depósitos        | 288.a Brigada Mixta de Artillería Batallón de frontera                                                                | 16 de septiembre de 1991                                  |
| Virovitica (Šištat)     | Depósito minas y explosivos. | | 16 de septiembre de 1991                                  |

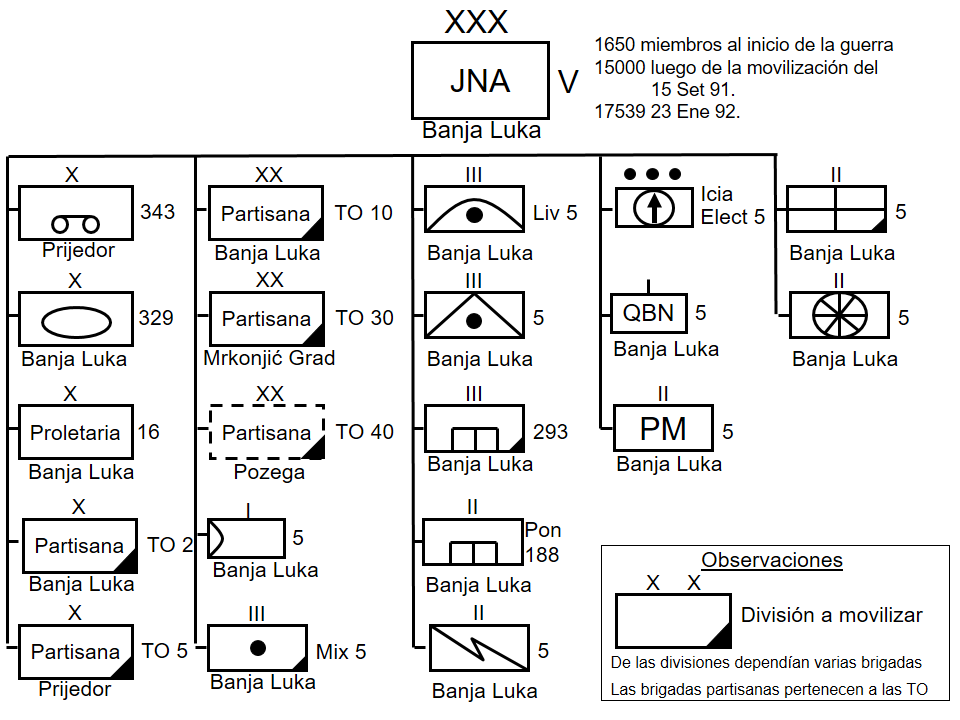
Orden de batalla del 5.º Cuerpo del Ejército Popular Yugoslavo.

La postura inicial del JNA fue de mantenimiento de una Yugoslavia unida. Al inicio de las tensiones, adoptó una actitud operativa de colocarse en medio de los bandos en pugna (caso Pakrac en marzo de 1991 y batallón 265.a Brigada en Okučani) aunque muchos de sus miembros ya brindaban apoyo a su propia etnia. Debido a la conducta antiyugoslava de Croacia, a que los serbios eran mayoría entre los oficiales y suboficiales y a que sus integrantes que no eran serbios o montenegrinos abandonaron sus filas, pasó a ser una fuerza serbia al inicio de los combates abiertos.  

#### Fuerzas serbias

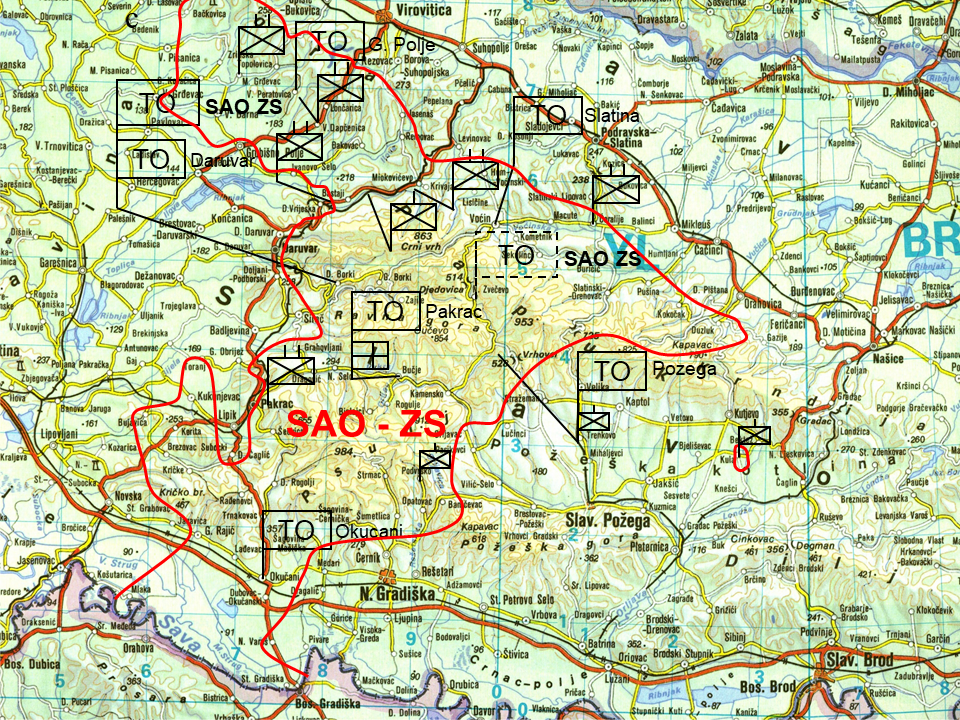
Región Autónoma Serbia de Eslavonia Occidental. Límites aproximados del sector bajo su dominio a inicios de septiembre de 1991.

En abril, el JNA comenzó a entrenar reservistas serbios en la región (Slatina y Nasice) En el resto, la formación militar comenzó a principios de julio de 1991. La organización fue dirigida desde los depósitos del JNA de Polom (Doljani).
Con el estallido de la rebelión en Eslavonia Occidental contra el independentismo croata, la Defensa Territorial serbia se organizó sobre la base de parte de la estructura de la Defensa Territorial de esa República. Su armamento fue provisto por el JNA procedente, fundamentalmente, de los cuarteles de Doljani (Daruvar), Požega, Našice y Podravska Slatina.
La sede de la Defensa Territorial de Eslavonia Occidental (TO-ZS) se constituyó en agosto de 1991 y se encontraba originalmente en la aldea de Brusnik, cerca de Pakrac. A principios de septiembre de 1991, la TO-ZS contaba con un efectivo de 7.800 miembros. Comandos municipales se formaron en Okučani, Pakrac, Daruvar, Grubišno Polje, Podravska Slatina, Orahovica y Slavonska Požega. En ese mes, la jefatura se había trasladado a Novo Zvečevo, en la montaña Papuk. En diciembre, la Defensa Territorial serbia se desintegró y los combatientes fueron anexados al 5.º Cuerpo del Ejército Popular Yugoslavo.
En Eslavonia Occidental durante 1991, también combatieron los voluntarios serbios. Ante la mala movilización del JNA en Serbia, una gran parte de los partidos políticos colaboraron enviando combatientes. El Partido Radical Serbio de Vojislav Seselj envió alrededor 500 hombres (desplegados en diversos lugares pero con sede en Sekulinci). El partido Restauración Nacional Serbia de Mirko Jovic envió fuerzas bajo el nombre de Beli Orlovi. La TO Novi Sad destacó tropas a Djulovac en noviembre de 1991 y un destacamento (40) TO Prnjavor operando bajo el nombre de Lobos de Vučjak fue destacado a la zona.

#### Fuerzas croatas
Las fuerzas croatas pueden ser divididas en las dependientes del Ministerio del Interior (Policía Especial o MUP) y de la Guardia Nacional Croata (ZNG), renombrada como Ejército croata (HV) a partir del 3 de noviembre de 1991.
En la paz, la Defensa Territorial (TO) de Croacia, uno de los componentes de la Defensa Nacional Total de Yugoslavia, tenía solo unos pocos integrantes en servicio activo ya que era una estructura a movilizar en caso de guerra. Después de las elecciones de abril y mayo de 1990, su mando superior fue más leal al liderazgo militar del Ejército Popular Yugoslavo de Belgrado que al croata. Es por eso que Croacia se confió en la policía y en diciembre de 1990 dejó de financiar la Defensa Territorial. En mayo de 1990, el JNA había ordenado desarmar las TO y colocar el material bajo su custodia ante el peligro de su empleo por los movimientos independentistas. Tal orden no se llevó a cabo en forma uniforme.
En abril de 1991, se creó la Guardia Nacional Croata (ZNG) dentro del Ministerio del Interior. Fue el comienzo de las fuerzas armadas que, debido a obstáculos legales, se organizaron dentro de tal ministerio pero bajo la autoridad del Ministerio de Defensa. En las administraciones policiales, según su tamaño, se establecieron unidades de reserva de la ZNG: brigadas y batallones independientes.
En junio de 1991 se estructuraron las unidades militares en Eslavonia Occidental como lo fue Batallón Independiente 56 de Kutina, el Batallón Independiente 50 de Virovitica y la compañía en Nova Gradiška el 28 de junio de 1991 y la sección de sabotaje para de defensa de Bjelovar (antecedente de la 105.a Brigada) ese mismo mes.  Sin embargo, esas formaciones fueron precedidas por otros núcleos militares de voluntarios armados mayormente con armas de caza y agrupados en forma clandestina como sucedió en Virovitica que el 10 de octubre de 1990 se formó un núcleo militar en el edificio de la Asamblea Municipal. (ver tabla Organización de las fuerzas croatas a fin de octubre de 1991 en Eslavonia Occidental)
Con la captura de armamento en la Batalla de los Cuarteles, varios de los batallones independientes se transformaron en brigadas o alcanzaron su nivel operativo de equipamiento.  
Las unidades dependían directamente al Comando de la Guardia Nacional en Zagreb, razón por la cual surgió rápidamente la necesidad de liberarlo de tales responsabilidades. En julio de 1991, se establecieron comandos para ciertas regiones, pero no para Eslavonia Occidental. Durante un corto período de tiempo, sus competencias fueron asumidas en parte por los comandos de crisis de las regiones, que, como la sede municipal, tenían la tarea de organizar y coordinar todas las actividades necesarias para la defensa de la República de Croacia. A mediados de septiembre, Anton Tus adoptó como medida organizativa, el establecimiento de comandos militares regionales competentes para reemplazar a los comandos de crisis que habían resultado ineficaces. Con este fin, dividió el territorio croata en seis Zonas Operacionales (OZ) de nivel de cuerpo que formarían la estructura de mando para las operaciones de combate. Complementariamente, se constituyeron Grupos Operativos (OG.) de nivel de división para cubrir sectores dentro de las zonas operativas.
A finales de septiembre de 1991, el Comando de la Guardia Nacional para Eslavonia Occidental pasó a llamarse Comando de la 2.a Zona Operativa Bjelovar (2.ZO) con sede en Bjelovar. Su zona de responsabilidad era los municipios: Bjelovar, Čakovec, Čazma, Daruvar, Đurđevac, Garešnica, Grubišno Polje, Ivanec, Koprivnica, Križevci, Lipik, Ludbreg, Novi Marof, Pakrac, y Virovitica. En la segunda quincena de octubre, se estableció dos grupos operativos en al 2.OZ: OG Pakrac (Pakrac, Daruvar, Garešnica y Grubišno Polje con comando en Pakrac) y el OG Virovitica (Virovitica, Đurđevac y Koprivnica con comando en Virovitica). Su organización se puede ver en la respectiva tabla.
En cuanto a la región de Posavina, se encontraba bajo la responsabilidad de la 3. OZ Zagreb. En el sector de Eslavonia Occidental, se constituyó el OG Posavina a inicios de octubre para las municipalidades de Novska y Nova Gradiška.
A partir del 21 de junio de 1991, las fuerzas policiales en el área de Eslavonia Occidental se organizaron en cuatro administraciones policiales. La mayoría de los municipios de la región incluían la Administración de Policía de Bjelovar (sede en Bjelovar): municipios de Bjelovar, Daruvar, Grubišno Polje, Pakrac y Virovitica. Bajo la administración policial de Kutina (sede en Kutina) se encontraba el municipio de Novska y Kutina. Los municipios de Orahovica y Podravska Slatina estaban ubicados en la parte oriental del campo de batalla de Eslavonia Occidental bajo la Administración de Policía de Osijek (sede en Osijek). Los municipios de Nova Gradiška y Slavonska Požega estaban bajo la Administración de la Policía de Slavonski Brod (sede en Slavonski Brod).
Administración de Policía de Bjelovar, se estableció la Unidad de Policía Especial Omega el 23 de febrero de 1991 con activa participación en la lucha en la región.

| Zona Operacional | Grupo Operativo                                                                       | Brigada | Fecha de creación                            | Puesto Comando Táctico                                                         | Comandante                   |
| --- | ------------------------------------------------------------------------------------- | --- | -------------------------------------------- | ------------------------------------------------------------------------------ | ---------------------------- |
| 2. OZ Bjelovar |                                                                                       | | Mediados de Sep 91                           |                                                                                | Brigadier Miroslav Jerzecic. |
| | 1.a Brigada Mecanizada. Desplegada en secciones y compañías en apoyo de las brigadas. | | Varazdin                                     |                                                                                |                              |
| Batallón de Policía Militar 69 | Fin Nov 91                                                                            | Bjelovar |                                              |                                                                                |                              |
| Compañía Comunicaciones |                                                                                       | Bjelovar |                                              |                                                                                |                              |
| 34.º Batallón de Ingenieros |                                                                                       | Čakovec |                                              |                                                                                |                              |
| 1 ° División de Artillería Independiente de Defensa Aérea. |                                                                                       | Bjelovar |                                              |                                                                                |                              |
| OG Virovitica |                                                                                       | | Slatina (para Papuk-91)                      | Coronel Stjepan Slivar                                                         |                              |
| | 2 ° Batallón (Čazma) / 105.ª Brigada (Bjelovar)                                       | 29 Jul 91 |                                              |                                                                                |                              |
| 123.ª Brigada (Slavonska Požega). Transferida desde la 1.OZ Osijek a la 2. OZ el 20 septiembre.                                                                                        | 22 Oct 91                                                                             | Jaguplija | Coronel Miljenko Crnjac                      |                                                                                |                              |
| 127.a Brigada (Virovitica) | 2 Oct 91                                                                              | Suhopolje En Dic al E de Pakrac | Brigadier Đuro Dečak                         |                                                                                |                              |
| 2.º Batallón (Orahovica) / 132.ª Brigada (Našice) |                                                                                       | O de Našice. En Dic al E de Pakrac |                                              |                                                                                |                              |
| 136.ª Brigada (Podravska Slatina). Transferida desde la 1.OZ Osijek a la 2. OZ el 20 septiembre.                                                                                       | 28 Oct 91                                                                             | Lukavac. En Dic NE de Pakrac. | Josip Černi                                  |                                                                                |                              |
| Compañía Anti-sabotaje Bjelovar |                                                                                       | |                                              |                                                                                |                              |
| 19.ª División Mixta de Artillería Antitanque (Virovitica) (19. MPOAD) | NE Pakrac                                                                             | | Mayor Miodrag Hokman                         |                                                                                |                              |
| Compañía Ingenieros / 34.º Batallón (Čakovec) |                                                                                       | |                                              |                                                                                |                              |
| OG Pakrac |                                                                                       | |                                              |                                                                                |                              |
| | 104.a Brigada (Varazdin). Operó en forma no permanente sino por turnos.               | 8 May 91 | NO Lipik                                     | Coronel Ivan Rukljic                                                           |                              |
| Batallón Independiente 52 (Daruvar) | Sep 91                                                                                | NE de Daruvar | Major Milan Filipovic                        |                                                                                |                              |
| Batallón Independiente 54 (Čakovec). Operó en forma no permanente sino por turnos. |                                                                                       | |                                              |                                                                                |                              |
| Batallón Independiente 55 (Bjelovar) | Inicios Nov 91                                                                        | |                                              |                                                                                |                              |
| Batallón Independiente 73 (Garešnica). Operó en forma no permanente sino por turnos.                                                                                                   | Inicios Oct 91                                                                        | |                                              |                                                                                |                              |
| Batallón Independiente 76 (Pakrac) | 28 Oct 91                                                                             | Pakrac | Coronel Stjepan Klasnić                      |                                                                                |                              |
| Batallón Independiente 77 (Grubišno Polje) | 26 Sep 91                                                                             | NE de Daruvar |                                              |                                                                                |                              |
| 24.ª División de Artillería Mixta (Daruvar) | Nov 91                                                                                | |                                              |                                                                                |                              |
| 2.º Regimiento de Artillería Antitanque Mixto (Križevci). Renombrado como 15.º División de Artillería Antitanque a principios de diciembre.                                            |                                                                                       | |                                              |                                                                                |                              |
| 3. OZ Zagreb |                                                                                       | |                                              |                                                                                |                              |
| | OG Posavina                                                                           | Establecido para operar en las áreas de Kutina, Novska (entonces parte de la 3.a OZ Zagreb) y Nova Gradiška (parte de la 1.a OZ Osijek). | 8 Oct 91                                     | Lipovljani.                                                                    | Coronel Rudy Stipčić         |
| | 1.ª Brigada de la Guardia. Sus batallones operaban por turnos.                        | 5 Nov 90 | NE de Novska                                 | Josip Lucic, hasta diciembre. Marijan Marekovic. a partir de fin de diciembre. |                              |
| 1 /101.a Brigada (Zagreb-Susegrad) desde 28 de septiembre hasta mediados de octubre.                                                                                                   |                                                                                       | SO Novska | Zeljko Cipris                                |                                                                                |                              |
| 105.º Brigada. Operó en forma no permanente sino por turnos. | 29 Jul 91                                                                             | | Coronel Stjepan Ivanić                       |                                                                                |                              |
| 117.a Brigada (Koprivnica). Operó en forma no permanente sino por turnos. |                                                                                       | NO de Lipik | Coronel Dragutin Kralj                       |                                                                                |                              |
| 125.a Brigada (Novska). | 2 Oct 91                                                                              | E Novska | Coronel Rozario Rozga; coronel Dane Pavicic. |                                                                                |                              |
| 151.a Brigada (Samobor). Operó en forma no permanente sino por turnos. |                                                                                       | NE de Novska |                                              |                                                                                |                              |
| 2/153.ª Brigada (Velika Gorica) (inicios de diciembre) |                                                                                       | |                                              |                                                                                |                              |
| Batallón Independiente 51 (Vrbovec). A partir de noviembre |                                                                                       | SO Novska |                                              |                                                                                |                              |
| Batallón Independiente 53 (Dugo Selo). A partir de noviembre |                                                                                       | SO Novska |                                              |                                                                                |                              |
| Batallón Independiente 56 (Kutina). Operó en forma no permanente sino por turnos. | Jun 91                                                                                | NE Novska |                                              |                                                                                |                              |
| Batallón Independiente 65 (Ivanic Grad). Operó en forma no permanente sino por turnos.                                                                                                 |                                                                                       | NE Novska |                                              |                                                                                |                              |
| 1/153.a Brigada. A partir de noviembre |                                                                                       | |                                              |                                                                                |                              |
| Agrupación Artillería de la OG Posavina. Conformada a mediados de octubre a partir del 2.º Regimiento Mixto de Artillería Antitanqie (Križevci) y artillería de la 125 Brigada Novska. |                                                                                       | |                                              |                                                                                |                              |
| |                                                                                       | |                                              |                                                                                |                              |
| 1.OZ Osijek | OG Gradiska                                                                           | |                                              |                                                                                |                              |
| |                                                                                       | 3. Batallón (Slavonski Brod) / 3.a Brigada de la Guardia (hasta noviembre)                                                               | 29 Abr 91                                    | Prox. Nova Gradiška                                                            |                              |
| 99.a Brigada (Zagreb-Pescenice). Operó en forma no permanente sino por turnos. |                                                                                       | NE Stara Gradiška |                                              |                                                                                |                              |
| 108.a Brigada (Slavonski Brod). Operó en forma no permanente sino por turnos. |                                                                                       | SO Nova Gradiška | Vinko Stefanek                               |                                                                                |                              |
| 121.a Brigada (Nova Gradiska) | 28 Sep 91                                                                             | Prox. Nova Gradiška |                                              |                                                                                |                              |
| 123.a Brigada. 20 de noviembre de 1991 subordinada a la 2.a Zona Operativa (2.OZ) Bjelovar.                                                                                            | 22 Oct 91                                                                             | Nova Gradiška |                                              |                                                                                |                              |
| 136.a Brigada. 20 de noviembre de 1991 subordinada a la 2.a Zona Operativa (2.OZ) Bjelovar.                                                                                            |                                                                                       | |                                              |                                                                                |                              |
| 139.a Brigada (Slavonski Brod) | Nov 91                                                                                | SO Nova Gradiška |                                              |                                                                                |                              |
| 1/149.a Brigada (Zagreb). Operó en forma no permanente sino por turnos. |                                                                                       | |                                              |                                                                                |                              |

## Desarrollo de la Guerra
Las mismas controversias de cuándo considerar el comienzo de la Guerra de Croacia existen en Eslavonia Occidental. Sin embargo, se puede observar una etapa previa desde mediados de mayo de 1990 (victoria del HDZ) y el inicio de la guerra abierta que comenzó con los combates de Okučani el 15 y 16 de agosto de 1991. De esta manera, la guerra en Eslavonia Occidental se la puede dividir en las siguientes fases:
- Previa: desde las elecciones de mayo de 1990 hasta el inicio de la guerra abierta. Incluye el Enfrentamiento de Pakrac (1 y 2 de marzo de 1991), incidentes locales y la rebelión serbia.
- Campañas del año 1991:
  - Actitud ofensiva serbia e intervención del JNA. Actitud defensiva croata. Incluye la toma de cuarteles yugoslavos.
  - Actitud ofensiva croata. Operaciones Otkos-10; Orkan-91 y Papuk-91. Las operaciones abarcaban a distintas acciones (como ser la Acción Alfa en Pakrac).
  - Contraofensiva yugoslava. Refuerzos en alrededores de Pakrac -Lipik. Incluye contraataque sobre Acción Alfa.
- Alto al fuego y presencia de UNPROFOR. Pausa operacional desde el alto al fuego hasta la operación Bljesak. El JNA se retiró de Croacia dejando a cargo a las formaciones Serbias (18.º Cuerpo del SVK).
- Campaña del año 1995: Operación Bljesak. Expansión de la soberanía de la autoridad croata hasta las fronteras establecidas en los tiempos del AVNOJ. Expulsión de los serbios de Eslavonia Occidental.

### Campañas del año 1991

#### Rebelión serbia e inicio de la lucha abierta.
En junio de 1991, en vísperas y después de la declaración de independencia croata (25 de junio), la situación de seguridad en la región se deterioró bruscamente, principalmente en Okučani y en los macizos montañosos de Psunj, Papuk y Bilogora, donde la comunidad serbia era particularmente numerosa. Grupos armados serbios se manifestaron en distintos caminos y asentamientos. En junio y julio, dos policías fueron muertos en el municipio de Pakrac. En julio y agosto la situación fue aún peor. El 19 y 20 de julio, cinco policías fueron asesinados y seis resultaron heridos en el municipio de Daruvar.
El 12 de agosto de 1991, en la sesión del comité del SDS de Eslavonia Occidental, se promulgó la creación de la Región Autónoma Serbia de Eslavonia Occidental (Sprska Autonomna Oblast - Zapadna Slavonija - SAO-ZS). La medida se realizó a los efectos de organizar políticamente al área e iniciar negociaciones con el gobierno croata para prevenir la guerra. En esa sesión es elegido presidente de la SAO-ZS, Veljko Džakula. En el momento de la declaración, comprendía Pakrac, Daruvar, Grubišno Polje, Podravska Slatina, partes de Orahovica y Okučani. Este levantamiento se concretó, inicialmente con el emplazamiento de barricadas en sectores controlados por los serbocroatas y la movilización de la estructura militar.
El 14 de agosto, los primeros enfrentamientos que ocurrieron en Eslavonia Occidental fueron en Okučani. A partir del 19, el conflicto se extendió con las municipalidades de Pakrac, Daruvar, Grubišno Polje, Slatina, Daruvar y otros lugares entre las TO, que tomaron posiciones en villas predominantemente serbias, y la policía, el ZNG y MUP. De esta manera, la guerra se extendió a toda la región

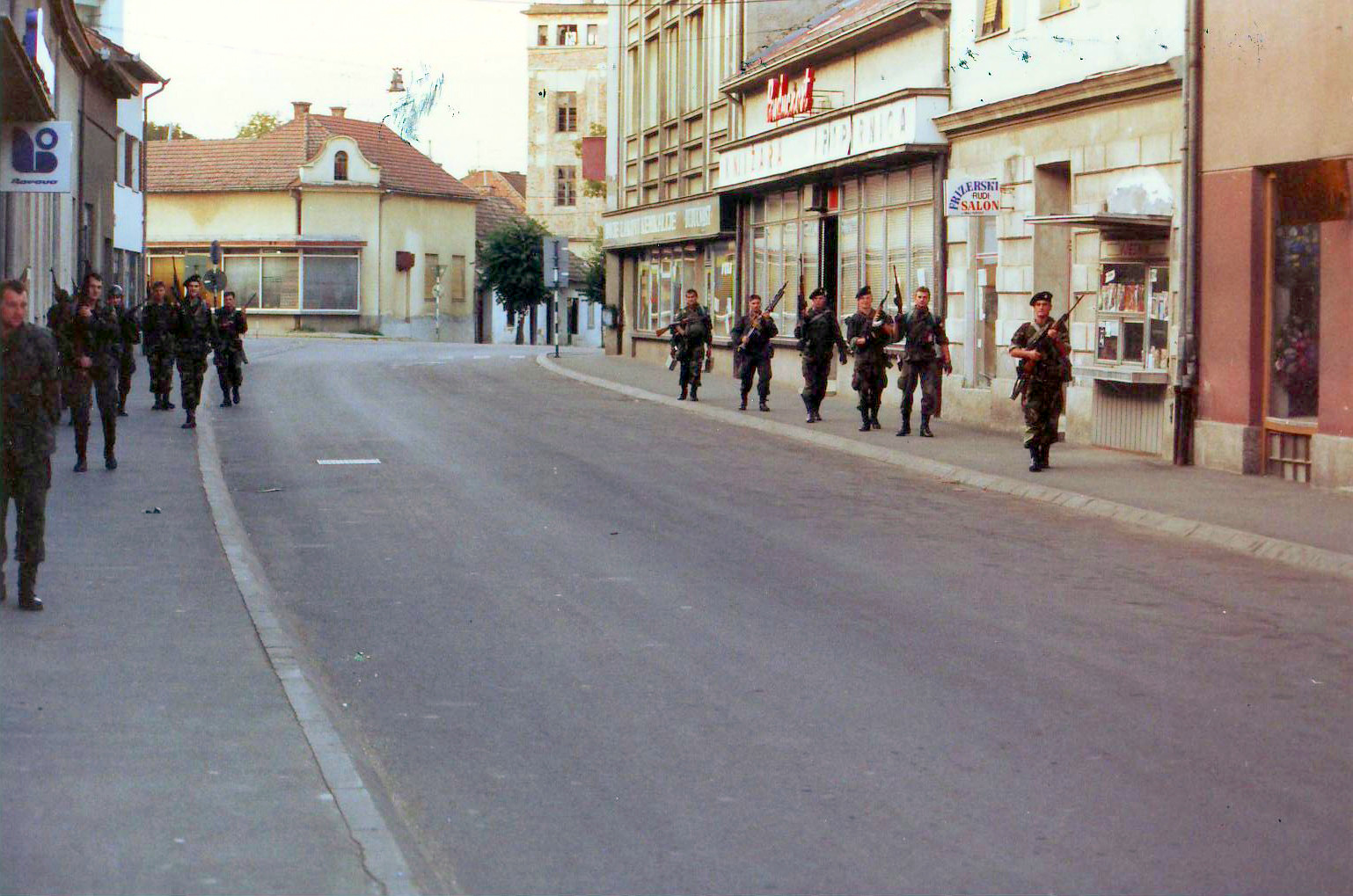
Miembros de la Policía Especial Omega de Bjelovar en Pakrac el 19 de agosto de 1991

El levantamiento serbio afectó la seguridad y el tránsito en los municipios de Daruvar, Grubisno Polje, Virovitica y Podravska Slatina. Se produjeron diversos ataques contra localidades importantes: el 17 de agosto de 1991, los serbios atacaron Grubišno Polje con fuego de morteros y un infructuoso ataque de infantería. En Pakrac, atacaron con personal a pie a la estación de policía y el hospital de la ciudad el 19, sin poder retener terreno ante el arribo de refuerzos croatas. La guerra comenzó en Daruvar el 19 de julio cuando milicianos atacaron a miembros de la Unidad de Policía Especial Omega en Sirač matando a dos e hiriendo a cinco. Al día siguiente, otro policía fue muerto.

#### Lucha por cuarteles
La situación serbia y la postura del Ejército Popular Yugoslavo en contra del desmembramiento yugoslavo motivaron a las autoridades croatas a activar planes para bloquear las instalaciones militares del JNA a partir del 12 de septiembre de 1991. La Guardia Nacional Croata necesitaba imperiosamente hacerse de armamento. 
En Podravska Slatina, el cuartel local, que se encontraba en el centro de la ciudad, fue tomado el 16 de septiembre sin violencia.
El depósito de Doljani (Daruvar) del JNA con material de una división a movilizar fue bloqueado el 13 de septiembre. La mayoría de las armas y equipos terminaron en manos croatas el 17 de septiembre de 1991: alrededor de 20.000 toneladas de municiones, una docena de cañones de defensa aérea autopropulsados y una gran cantidad de armas de artillería de diversos calibres.
El cuartel de Požega, bloqueado desde el 13 de septiembre, fue tomado el 17 de septiembre permitiendo la captura de entre 10 000 y 12 000 armas largas, cantidades significativas de municiones y 500 tipos diferentes de vehículos.
Los cuarteles del JNA de Virovitica y sus alrededores también fueron ocupados el 17 de septiembre. Dos días antes lo fueron los puestos fronterizos de Terezino Polje y Novi Gradac. El botín sirvió para establecer la 127.a Brigada y las unidades antitanque del ejército croata.
La conquista del cuartel de Bjelovar fue el mayor logro ya que se trataba de una brigada mecanizada. El bloqueo comenzó el 13 de septiembre y terminó con un ataque exitoso el 29. Tres civiles y un soldado murieron y 17 resultaron heridos durante los combates. La única instalación militar que no se rindió fue un depósito de municiones y explosivos Barutana en el bosque de Bedenik, que explotó el 29 de septiembre, matando a 11 miembros de las fuerzas croatas, al oficial yugoslavo a cargo y a un soldado. La captura de los cuarteles utilizaron las armas y equipos capturados para crear al menos el 30 % del potencial blindado y mecanizado del ejército croata.

#### Ofensiva Yugoslava

Mapa del plan ofensivo del JNA en 1991 según publicación de la CIA.

Al momento que las fuerzas serbias alcanzaron su máxima expansión en la tercera semana de agosto, ningún elemento del JNA se encontraba dentro de la autodenominada Región Autónoma Serbia de Eslavonia Occidental. Eran la excepción el campo de entrenamiento de Gakovo (caerá el 3 de noviembre) con escaso personal, el Cuartel de Polom (Doljani - Daruvar) (caerá el 17 de septiembre) y una fuerza de tareas de la  265.ª Brigada Mecanizada destacada a Okučani al inicio de los enfrentamientos.  
Recién el 19 de septiembre, se ordenó una ofensiva general del JNA en Eslavonia a iniciarse el 21 en dos esfuerzos: uno entre el río Drava y río Sava desde el este y el otro, secundario, en los ejes Okučani - Pakrac - Virovitica y Okučani - Kutina con el objeto de rodear y destruir fuerzas croatas en Eslavonia, desbloquear unidades y objetivos militares en cooperación con las fuerzas de defensa territorial.
El 5.º Cuerpo del JNA (Banja Luka) debía ser la fuerza principal para esta operación en Eslavonia Occidental. El 32.º Cuerpo (Varazdin) (caería el 22 de septiembre en manos croatas) completamente bloqueado en sus cuarteles, presumiblemente intentaría conectarse con el 5.º Cuerpo durante su avance.
El plan de campaña del 5.º Cuerpo requería que condujera hacia el norte desde el área de Bosanska / Stara Gradiška a lo largo del eje Pakrac - Daruvar - Virovitica con el objeto de cortar la Eslavonia de la región de Zagreb. Una cabeza de puente a través del Sava consolidada por guardaflancos se ampliaría a lo largo de los ejes este y oeste hacia Novska y Nova Gradiška. El 5.º Cuerpo se uniría con la agrupación operativa principal de JNA, la 1.a División Mecanizada de la Guardia y el 12.º Cuerpo (Novi Sad), provenientes de la dirección de Osijek - Vinkovci. Juntas, estas fuerzas empujarían hacia Varazdin y Zagreb.
El 5.º Cuerpo comenzó el 21 de septiembre a reunir su fuerza principal, compuesta por una brigada blindada (ya avanzada en Stara Gradiška), dos brigadas motorizadas y dos brigadas partisanas (más tarde se unirán dos de serbia) más un regimiento de artillería y otras unidades de apoyo. La fuerza de JNA totalizaría unos 15.000 soldados (no todo ese efectivo fue desplegado en Eslavonia Occidental). Las TO de Eslavonia Occidental proporcionó personal adicional de 7.000 combatientes. Unos 5.000 voluntarios serbios se unirían algún tiempo después. Dado que la movilización en Serbia y Bosnia fracasó debido a que los musulmanes y croatas de Bosnia no se presentaron a sus unidades de revista, las unidades que cruzaron el Sava, en gran medida, estaban disminuidas.
La ofensiva no superó Dereza (en proximidades de Pakrac). Después de que las fuerzas croatas conquistaron los cuarteles de Bjelovar (29 de septiembre) y Koprivnica (30 de septiembre), su posición fue significativamente mejor porque impidieron la posibilidad de retirarse al JNA de Croacia y fusionarse con el  5.º Cuerpo de Banja Luka. Ante tal situación, el JNA y los serbios buscaron mantener el área que controlaban alrededor de Okučani, Bilogora y Papuk e intentaron conquistar Lipik (lo hicieron momentáneamente) y Pakrac. El avance del Cuerpo de Banja Luka se detuvo a inicios de octubre y no pasó con sus fuerzas a las municipalidades de Daruvar, Grubisno Polje, Slatina y Požega, mientras que las fuerzas principales de las TO estaban en Papuk y Bilogora.
Debido a eso, el plan del JNA se modificó a expandir el territorio bajo su dominio. La nueva tarea era ocupar Pakrac, Lipik y Jasenovac y pasar a la defensa frente a Novska y Nova Gradiška. En el sector de Pakrac, esta operación comenzó el 4 de octubre de 1991 con un ataque conjunto de la 343 Brigada Motorizada y la 5.º Brigada Partisana de la Defensa Territorial de Bosnia y Herzegovina. Eso conducirá al Segundo bloqueo de Pakrac (5 al 10 de octubre de 1991) y al Combate de Batinjani.
El 8 de octubre, en uno de sus últimos avances, el JNA ocupó Jasenovac. lo que se sumará a la breve ocupación de Lipik.

#### Acción ofensiva croata. Operación Otkos-10

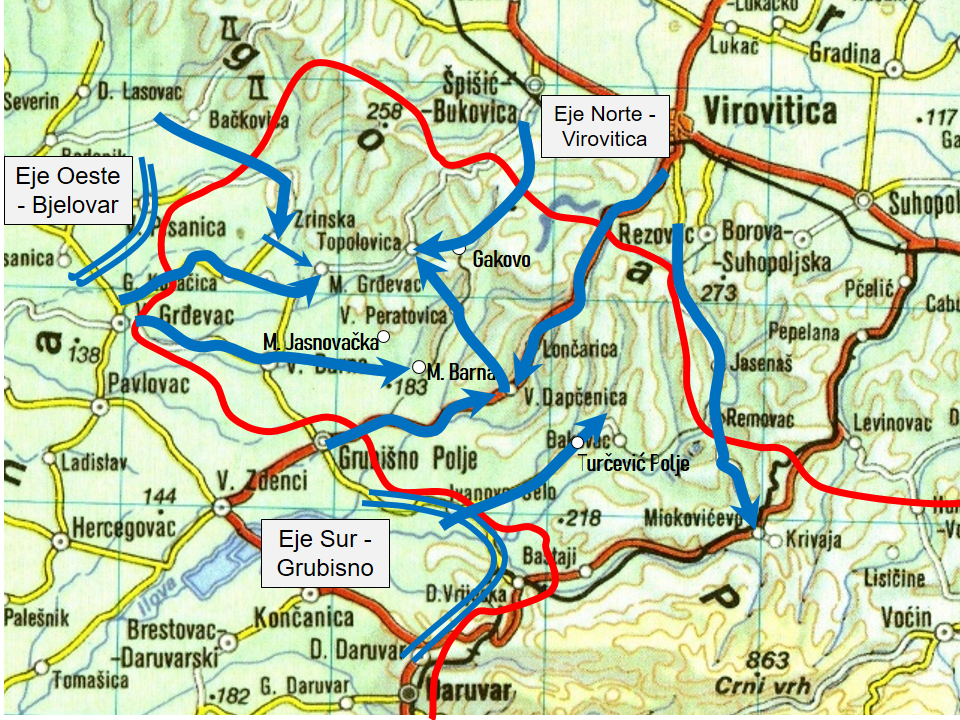
Línea de contacto antes de Otkos-10 y plan de operaciones.

Entre el 31 de octubre al 4 de noviembre de 1991, los croatas lanzaron la primera ofensiva contra el territorio bajo poder de las milicias serbocroatas en la región de Bilogora. La Operación Otkos-10 (en croata: Cosecha), de cinco días, fue una rotunda victoria del atacante que pudo poner bajo su dominio el territorio disputado al norte de Grubišno Polje hasta el río Ilova.
Desde mediados de agosto de ese mismo año, los serbios tenían bajo su control casi dos tercios del municipio de Grubišno Polje. La ocupación de las localidades fue acompañada por disparos e intimaciones a la población croata y a otras no-serbias y por el saqueo de las propiedades.
El ataque croata (2647 combatientes), consistente en tres ejes concéntricos, no tuvo inconvenientes para derrotar al Destacamento Bilogora (unos 750 combatientes) de las Fuerzas de Defensa Territorial serbias aunque no pudo avanzar en el eje Virovitica - Miokovićevo - Veliki Bastaji. 
Con la victoria, Croacia incorporó a su sistema legal 270 km² de territorio de la SAO-ZS, con veintiún aldeas del municipio de Grubišno Polje y tres del de Daruvar. Por el lado croata, murieron cinco combatientes y una treintena fue herida creándose las condiciones para continuar el avance hacia Papuk. La población serbia migró hacia otros sectores. El 7 de noviembre, en una columna de 600 a 800 vehículos cruzaron el río Sava hacia Banja Luka.

#### Acción ofensiva croata. Operación Orkan-91

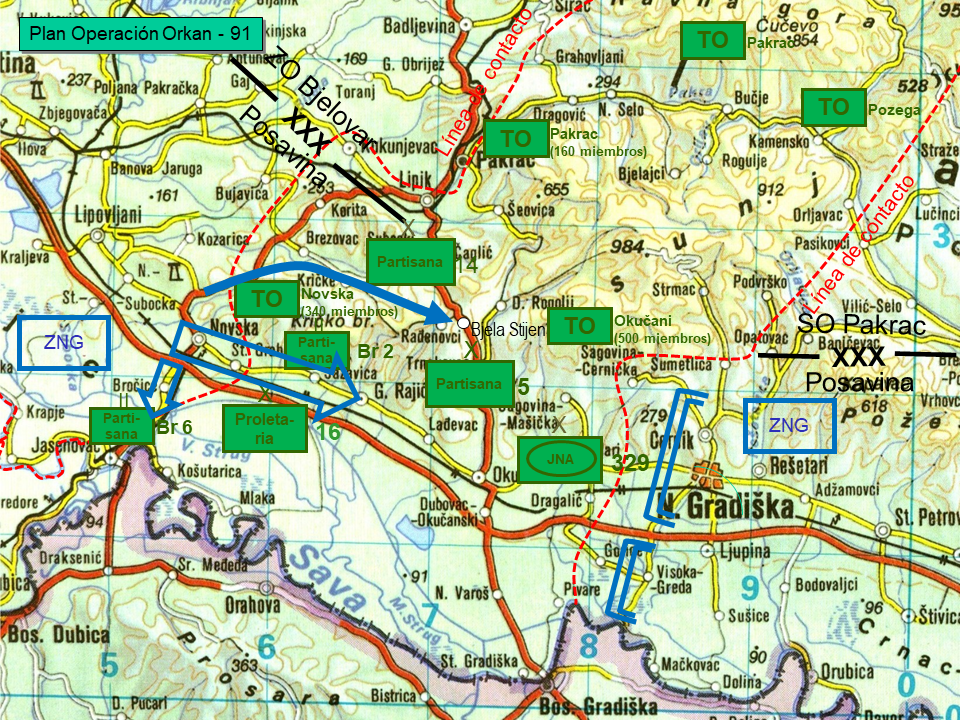
Plan para la Operación Orkan-91.

El 29 de octubre de 1991, la Guardia Nacional Croata lanzó la Operación Orkan-91 (en croata: Huracán-91), una ofensiva general que duró hasta el 3 de enero de 1992 en la región de Posavina de Eslavonia Occidental contra las tropas Yugoslavas que mantenían el dominio en el lugar.
Los sectores disputados estaban bajo control del Ejército Popular Yugoslavo (JNA) con el apoyo de milicias serbocroatas y se ubicaban en las antiguas municipalidades de Kutina, Novska y Nova Gradiška.
A inicios de octubre de 1991, las posiciones croatas en Eslavonia Occidental se encontraban en una situación crítica ante la penetración el 5.º Cuerpo del JNA, por la falta de armamento de sus tropas, su escasez, el poco apoyo de artillería y la descoordinación existente. Por ello, se creó el Grupo Operativo (OG) Posavina para operar en las áreas de Kutina, Novska y Nova Gradiška.
Para Orkan-10 se asignaron las fuerzas del OG Posavina (14.760 miembros) de la 3.a Zona Operacional (3. OZ) Zagreb y del OG Pakrac de la 2.a Zona Operacional (2. OZ) Bjelovar (11.123 miembros).
Sus mayores logros se dieron en el NE de Novska y NO de Nova Gradiska. La operación le permitió a los croatas colocar bajo su soberanía unos 675 km² incluyendo 28 asentamientos. Asimismo, pudieron detener el avance de las tropas del 5.º Cuerpo del Ejército Popular Yugoslavo en dirección a Virovitica, Varaždin, Bjelovar o Koprivnica y evitar todo avance hacia Nova Gradiška y a Novska. Asimismo, el HV pudo llegar en buenas condiciones para el alto al fuego y lograr una pausa operacional ante el cansancio de sus tropas mientras que el JNA se encontraba reforzando el frente e incrementando el efectivo de sus brigadas.
Por otro lado, durante la operación, el JNA pudo consolidar la ocupación de un territorio que por su ubicación interrumpía el ramal ferroviario y la autopista que conectaba Zagreb con el este del país, ocupaba parte de la ciudad de Pakrac y amenazaba a Novska y Nova Gradiška. Simultáneamente, consolidó un espacio para la minoría serbia un lugar donde residir y disminuir la cantidad de refugiados.

#### Acción ofensiva croata. Operación Papuk-91

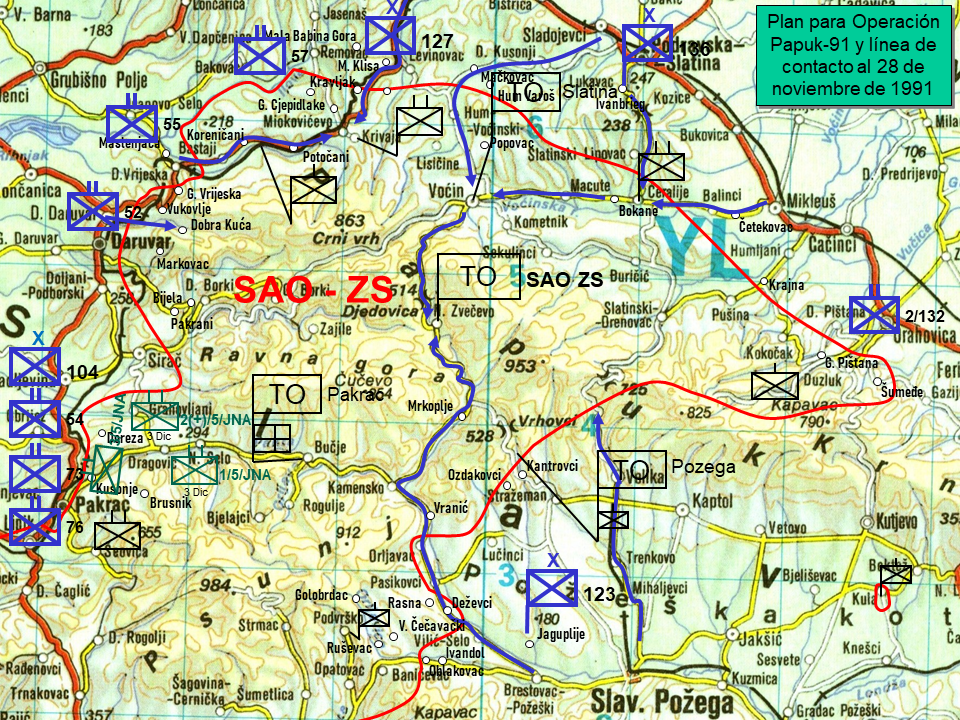
Plan de la Operación Papuk-91 y línea de contacto 28 Nov 91.

La Operación Papuk-91, casi simultánea a Orkan-91, fue una exitosa ofensiva general del Ejército Croata (HV) lanzada el 28 de noviembre de 1991 y el 3 de enero en las montañas Papuk contra los serbocratas apoyados por el Ejército Popular Yugoslavo (JNA).  Los sectores bajo control de las milicias serbocroatas se ubicaban en las antiguas municipalidades de Grubišno Polje (su parte este); Podravska Slatina (sur); Orahovica (oeste); Daruvar (centro y este); Pakrac (norte) y Požega (centro y oeste).
En esta operación, a cargo de la 2. OZ Bjelovar, los combates fueron mayormente contra las TO Serbias que presentaron un poder de combate relativo desfavorable. Las tropas del JNA tenían un escaso despliegue en el sector donde se desarrolló ya que sus posiciones adelantadas solo alcanzaron las aldeas de Kusonje, Dereza, Dragović como puntos más al norte. El avance del HV contra el JNA fue escaso. 
El desarrollo de la operación se puede dividir en una primera fase hasta la caída de Miokovićevo el 15 de diciembre (ocupación de los municipios de Daruvar, Podravska Slatina y Orahovica), y una segunda fase en la municipalidad de Pakrac. La segunda fase, posterior al 15, permitió la liberación de la parte norte del municipio de Pakrac y la apertura de la ruta entre esa ciudad y Požega.
Papuk-91 finalizó con el alto al fuego del 3 de enero de 1992, producto de la firma del acuerdo de Sarajevo. Permitió a los croatas incorporar a su soberanía a 1230 km² en el área de Papuk.
El alto al fuego fue muy oportuno para los croatas. De acuerdo al historiador militar Davor Marijan, sus fuerzas fueron detenidas a fin del año por cansancio, falta de munición, introducción de nuevas tropas del JNA y, sin dudas, "alguna clase de juegos detrás de escena llevados a cabo por la conducción política. Fue entonces que, en toda Eslavonia Occidental, las fuerzas yugoslavas fueron reforzadas, sus posiciones consolidadas y emprendieron ofensivas organizadas y amenazaron con volver a tomar a Lipik y Pakrac. Del lado croata, era motivo de particular preocupación que las órdenes, incluidas las del Estado Mayor del Ejército Croata, no se cumplieran al igual que la presencia de información falsa y errónea.
El repliegue de las fuerzas serbias durante la campaña generó la huida de la población serbocroata local muchos hacia Bosnia y otros al municipio de Pakrac. Los entonces municipios de Daruvar, Virovitica, Podravska Slatina, Orahovica, Slavonska Pozega y parte del de Pakrac pasaron a dominio croata. Asimismo, las tropas serbias dejaron de ser una amenaza a la ruta conocida como Podravska Magistrala asegurando esta comunicación desde el centro de Croacia hasta Eslavonia Oriental.

### Pausa operacional. Alto al fuego y presencia de UNPROFOR

#### Operación de mantenimiento de la paz de las Naciones Unidas

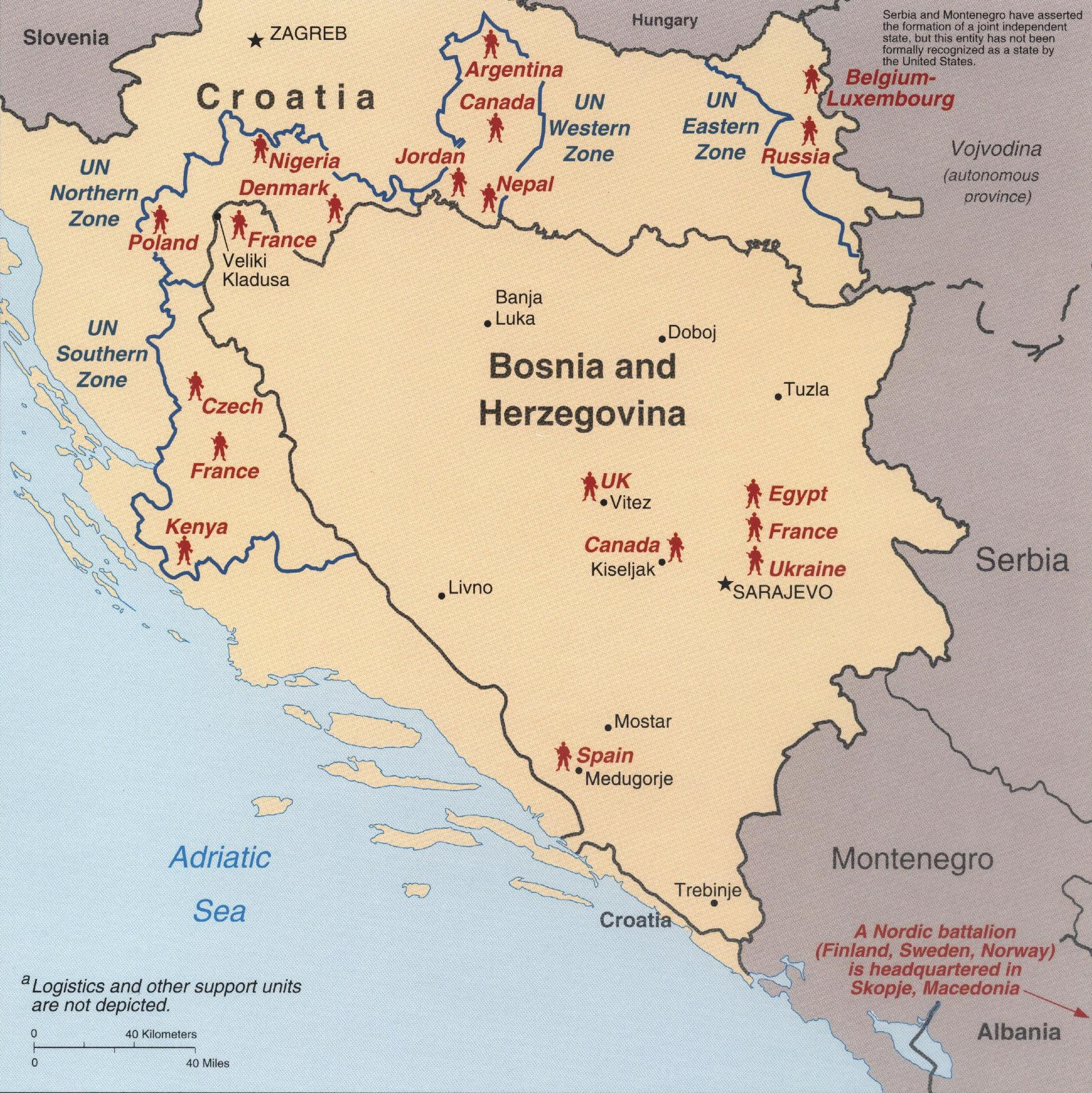
Despliegue de UNPROFOR en marzo de 1993.

Desde el inicio de la guerra, existió una serie de iniciativas para alcanzar la paz en Croacia pero recién el 2 de enero de 1992 se firmó un alto al fuego. El Acuerdo de Sarajevo fue mayormente respetado luego que tuviera efecto el 3 de enero a las 1800 horas. Éste era parte del Plan Vance, plan que fue diseñado para detener los combates en Croacia y permitir que las negociaciones continúen sin el impacto de las hostilidades en curso. No ofrecía soluciones políticas por adelantado. Implicó el despliegue de la Fuerza de Protección de las Naciones Unidas (UNPROFOR) en las tres áreas de conflicto principales designadas como Áreas Protegidas de las Naciones Unidas (UNPAs).
 

En Eslavonia Occidental, la fuerza de paz se debía desplegar en los entonces municipios de Grubišno Polje; Daruvar; Pakrac; parte oeste de Nova Gradiška y parte este del de Novska constituyendo el Área Protegida por las Naciones Unidas - Sector Oeste (UNPA-SW). Las tropas llegaron a la zona en mayo de 1992 y estaba constituida por tres componentes: una misión militar, una policía y una civil. El más numeroso fue el componente militar que en la fase inicial consistió en cuatro batallones de infantería de Argentina, Jordania, Canadá y Nepal. 

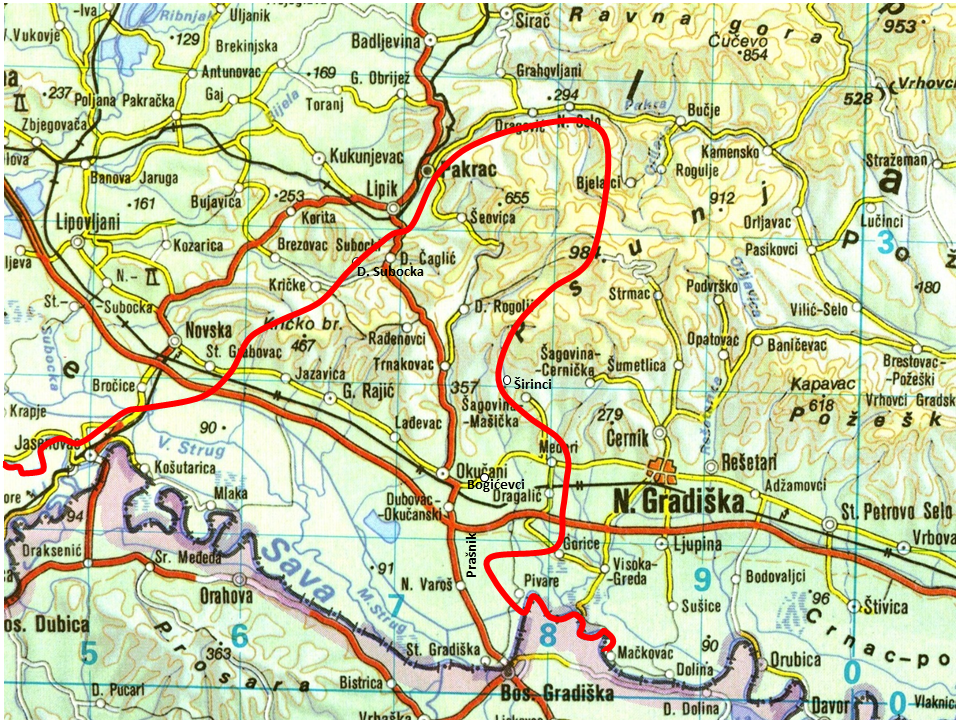
Línea de alto al fuego del 3 de enero de 1992 y límite de la SAO – ZS. Años 1992/95

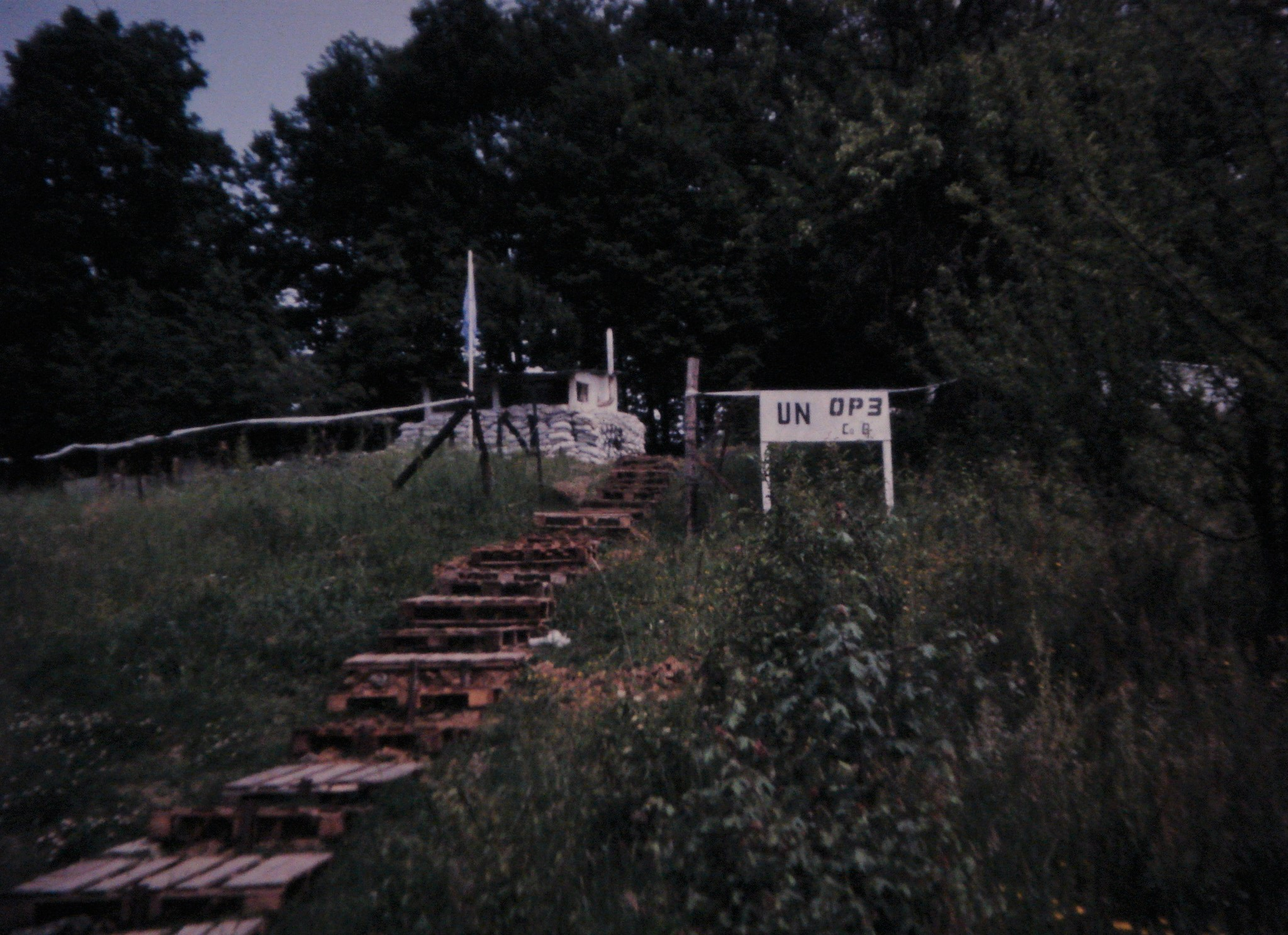
Instalación de UNPROFOR. Puesto Observatorio Nro 3. Donji Čaglić. Mediados de 1994.

UNPROFOR separó a las partes en conflicto y dio lugar a la retirada de JNA a Bosnia, desmilitarizando la zona. Tal desmilitarización fue parcial en ambos bandos. La zona no fue completamente pacificada. 
Debido a que a principios de 1995, Croacia amenazó con romper los acuerdos y solicitar el repliegue de UNPROFOR se hizo una modificación a su perfil. Se llegó a un compromiso y el 31 de marzo de 1995, el Consejo de Seguridad de las Naciones Unidas aceptó las demandas de Croacia y confirmó la integridad territorial de la República. Reconoció que los principales postulados del plan Vance no se habían implementado, por lo que se redefinió el papel de la fuerza de mantenimiento de la paz. Su nombre se cambió a UNCRO (Operación de Restauración de la Confianza de las Naciones Unidas en Croacia), con un mandato hasta el 30 de noviembre de 1995. En ese nuevo mandato, las fuerzas de las Naciones Unidas debían establecer una vigilancia efectiva en las fronteras internacionalmente reconocidas de Croacia para monitorear si el equipo militar y el personal del territorio de la República Federal de Yugoslavia o la República Srpska ingresan a las áreas protegidas.

#### Región Serbia de Eslavonia Occidental
La Región Autónoma Serbia de Eslavonia Occidental (SAO - ZS) fue una entidad política creada el 12 de agosto de 1991 en los sectores de mayoría serbia en la región. Su líder político era Veljko Džakula, un ingeniero forestal de Pakrac. El 26 de febrero de 1992, la SAO – ZS se incorporó a la autoproclamada Republika Srpska Krajina (RSK), por lo que dejó de ser y de llamarse autónoma.
Luego del alto al fuego del 3 de enero de 1992, la posición operacional serbocroata de la SAO – ZS era muy desfavorable ya que se encontraba rodeada por los territorios libres de la República de Croacia. La única conexión con territorio control serbio en Bosnia era un puente sobre el río Sava en Stara Gradiška y una balsa en Jablanac.
Para Croacia, esta área era de gran importancia ya que cerraba la autopista y las vías del tren que integraban a Eslavonia Oriental con Zagreb (obligaba a un amplio rodeo). Consecuentemente, su liberación era vital para sus autoridades.

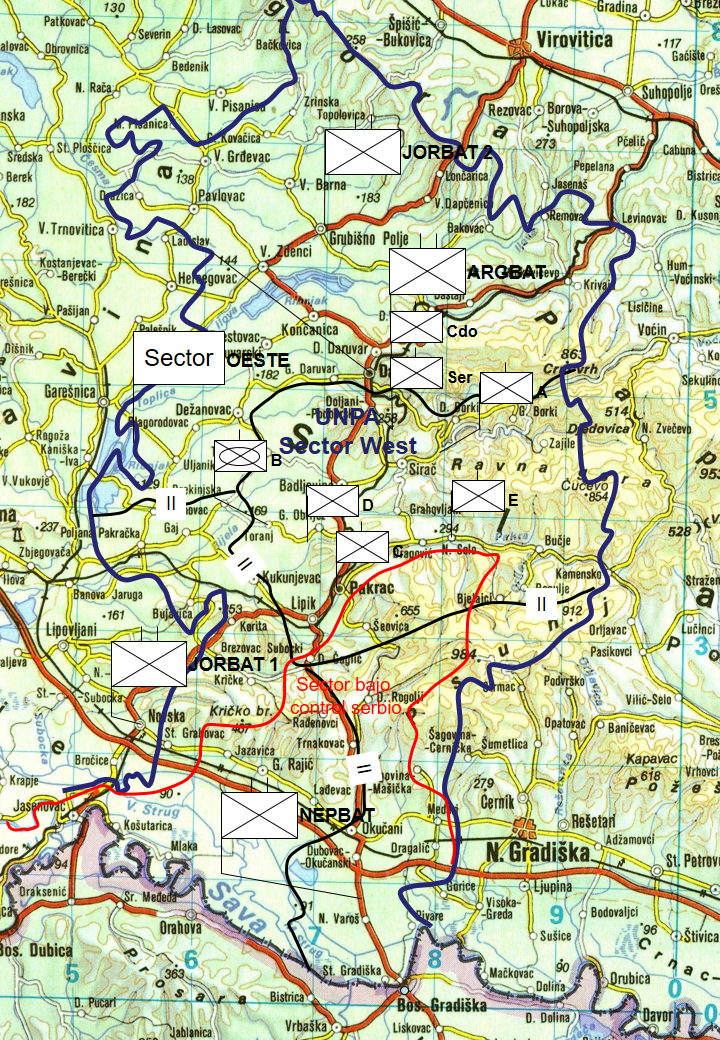
UNPA - Sector Oeste. Despliegue de los batallones en marzo de 1994

La máxima autoridad en la Región Autónoma (SO-ZS) era la Asamblea de Eslavonia Occidental con su sede en Okučani, compuesta por diputados elegidos directamente de los territorios de los municipios que forman parte. Las dos municipalidades del Distrito, Pakrac y Okučani, tenían su asamblea municipal y un jefe de Gobierno. Se mantuvieron las asambleas de Slatina y Daruvar con sus refugiados arribados al sur de Pakrac.
Desde su creación, la situación económica fue mala. Inicialmente lo fue por la disrupción con el sistema económico del cual era parte, Croacia. Luego, lo fue producto de sus gastos en defensa, su bloqueo y sus dificultades de abastecimiento. El apoyo brindado desde Belgrado estaba afectado por bloqueo comercial y militar que venía sufriendo Yugoslavia, con el agravante que los transportes debían pasar por territorio de bosnio (corredor de Posavina) sumergidos en guerra. No se podía obtener combustible, los comercios estaban literalmente vacíos, los insumos médicos escaseaban y el dinero se evaporaba por acción de la inflación.
Con el arribo de las Fuerza de Protección de Naciones Unidas (UNPROFOR) a partir de mayo de 1992, la situación se estabilizó y se crearon condiciones más favorables para la vida y el trabajo de la población y el ejercicio de la autoridad. Al mismo tiempo, aparecen nuevos o se incrementan otros problemas: incendios de casas y edificios religiosos; arrestos no autorizados y detenciones arbitrarias; accidentes de tráfico con consecuencias graves; robos de ciudadanos y en sus propiedades; desobediencias; disparos descontrolados; etc.

##### Acuerdo de Daruvar
El 18 de febrero de 1993, se firmó el Acuerdo de Daruvar, en Doljani (Daruvar) entre el representantes de Eslavonia Occidental (Veljko Dzakula y otros) mientras que del lado croata lo hicieron un representante del gobierno nacional junto con los intendentes de Novska, Pakrac, Daruvar, Grubišno Polje y Slatina. Las partes se comprometieron a resolver por medios pacíficos y diálogo todos los problemas existentes relacionados con servicios públicos, agua, electricidad, rutas y contactos entre familias. El acuerdo fue el primero de esta naturaleza pero los firmantes serbios fueron culpados de traidores y espías y expulsados de los cargos del nivel nacional.
El 24 de ese mes se desarrolló una reunión de la Asamblea de Eslavonia Occidental para discutir el acuerdo. Debido a que hubo opiniones positivas, la reunión fue rota por radicales armados, por lo que no se emitió ningún documento a favor.
A pesar del acuerdo, los objetivos siguieron siendo divergentes entre ambos actores. Los croatas nunca renunciaron a la reintegración de la región. Los serbios estaban esperanzados en un estado que los aglutinara con sus connacionales.

##### Acuerdo de Zagreb
Siguiendo un acuerdo de alto al fuego para Navidad de 1994 hasta enero y una prolongación por un mes más, el 29 de marzo de 1994, se firmó el Acuerdo de Zagreb. Con él, las partes croata y serbia convinieron que el 4 de abril de 1994 cesarían todas las hostilidades, después de lo cual ambos deberían retirar sus unidades al menos a un kilómetro de la línea de contacto. Entre las nuevas líneas de separación se crearía una "zona de amortiguación" de dos kilómetros supervisada por UNPROFOR. En ese lugar sí se autorizaba la presencia policial para mantenimiento del orden público.
En Eslavonia Occidental, el acuerdo solo se aplicó en el municipio de Okučani debido a que los croatas no establecieron la zona de separación en la municipalidad de Pakrac. Los serbios fueron más proclives al cumplimiento dado que con ello se evitaba los contactos o contrabando de sus tropas o población con sus adversarios.
En el marco del Acuerdo, se levantaron campos minados en la zona de amortiguación en los puntos de paso de Naciones Unidas aunque en el resto de la zona la mayoría permaneció.

##### Acuerdo Económico Croacia - RSK
Distintas presiones sobre las autoridades serbias siguieron al Acuerdo de Zagreb para continuar con las negociaciones con los croatas. La aceptación se dio por la difícil situación económica de la República Serbia de Krajina (RSK) y por la presión del presidente serbio Slobodan Milošević y la Republika Srpska. El principal instrumento de negociación serbio era el tramo de la autopista y ramal ferroviario que se extendían unos 23 kilómetros de Paklenica a Dragalić, atravesando la SO-ZS y cuya apertura era pretendida por Croacia.
Los objetivos serbios eran aligerar el bloqueo que sufrían y consolidar la RSK posicionándola como un actor internacional. Localmente, pretendían el regreso de los refugiados a sus lugares de origen. Los croatas buscaban facilitar la conexión con el sector de Slavonski Brod, la reactivación de un gasoducto en la UNPA-Sector N y la mejora de movimiento en la Dalmacia. Localmente se sumaba posibilitar el suministro de agua a Pakrac y Lipik.
El acuerdo se firmó el 2 de diciembre de 1994. Se incluyeron los reclamos de conectividad y se acordó que se deberían reanudar las negociaciones sobre el regreso de los refugiados y las personas desplazadas. Los croatas podrían usar la autopista y los serbios llegar a Belgrado.
La autopista se abrió el 21 de diciembre de 1994 para ser usada por los croatas. Su custodia estaba brindada por la Policía Civil de las Naciones Unidas. Asimismo, como contraparte, los ciudadanos de la RSK, la Republika Srpska (RS) y la República Federal Yugoslava (RFY) podían viajar por la ruta entre Zagreb - Okučani - Lipovac y viceversa y los vehículos de transporte de pasajeros con patentes de la RSK y RFY (no podían los de la RS) podían moverse libremente a lo largo de toda la autopista.

##### Evolución de las fuerzas serbias

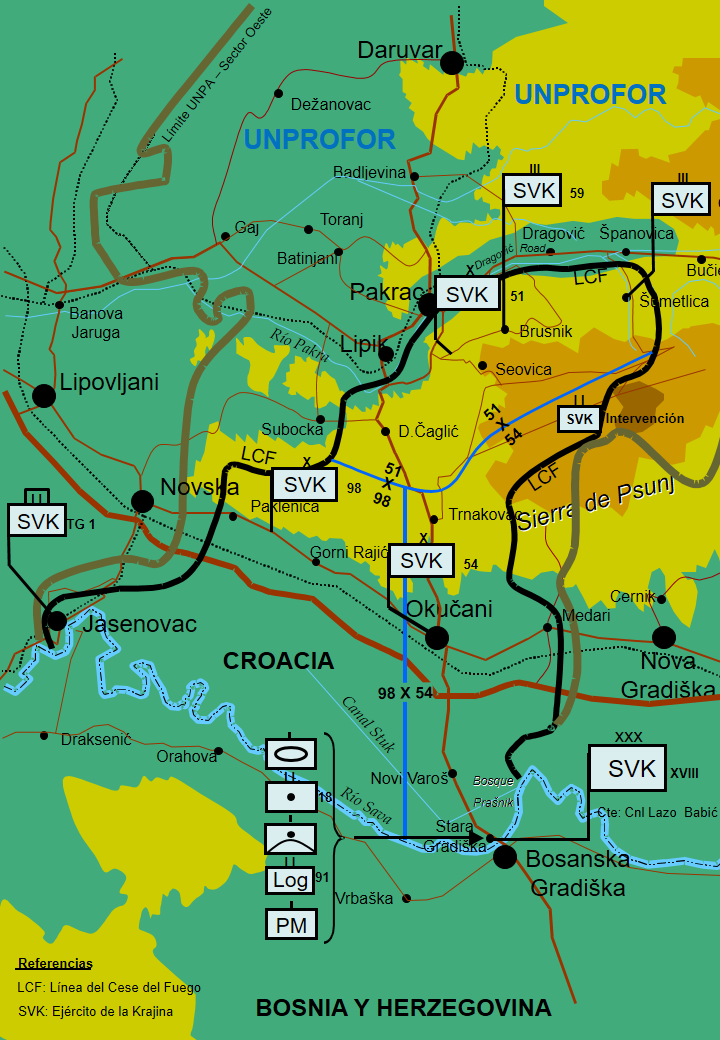
Zona de responsabilidad de unidades dependientes del 18 SVK Korpus

El Acuerdo de Sarajevo de enero de 1992 establecía la desmilitarización de las llamadas Áreas de Protección de Naciones Unidas (UNPA) por lo que las fuerzas militares que allí estuvieran debían ser retiradas o desbandadas. Debido a que la UNPA - SW (Sector Oeste, Eslavonia Occidental) abarcaba a todo el sector que había quedado bajo su dominio, los serbios aceptaron guardar su armamento en depósitos con el sistema doble llave con UNPROFOR. Por su parte, las unidades del JNA que habían combatido en la zona, debían ser replegadas al sur del río Sava.  
Un cambio político trascendental se produjo el 27 de abril de 1992 cuando se creó la República Federal Yugoslava (RFY). En consecuencia, el JNA se transformó en el Ejército Yugoslavo, lo que implicó su desmembramiento. El 12 de mayo, se estableció el Ejército de Serbios de Bosnia (Vojska Republike Srpske - VRS) retirándose oficialmente el JNA de ese país. El 5.º Cuerpo JNA de Banja Luka, parte del cual estaba desplegado en Eslavonia Occidental, se convirtió en el 1.º Cuerpo de la Krajina (1.K.K.) del VRS. Por eso, asumió inmediatamente la responsabilidad sobre la brigada y policía especial dependientes del Comando de Zona TO Eslavonia Occidental (Zn ŠTO Zapadna Slavonija), estructura militar que quedaría desarmada en la SAO-ZS. Las brigadas presentes provenientes de Serbia volvieron a su lugar de origen.
El 17 de junio de 1992, el comando del 1.º Cuerpo de la Krajina ordenó concretar la desmilitarización. El 6 de julio las fuerzas de las TO estaban desmovilizadas y las tropas del 1.K.K. replegadas, haciéndose cargo UNPROFOR de su responsabilidad:
La desmilitarización no incluía a la policía ni a la Milicia (PJM - Posebna Jedinica Milicije) ya que se interpretó que esta última no era una fuerza militar. Por ello, la PJM fue desplegada a lo largo de todo el sector y en algunos accesos para Naciones Unidas con el objeto de asumiera las responsabilidades de las TO. Es así que la desmovilización tenía mucho de ficticio. Las unidades militares se mantuvieron, sin material a la vista y las reorganizaciones continuaron.

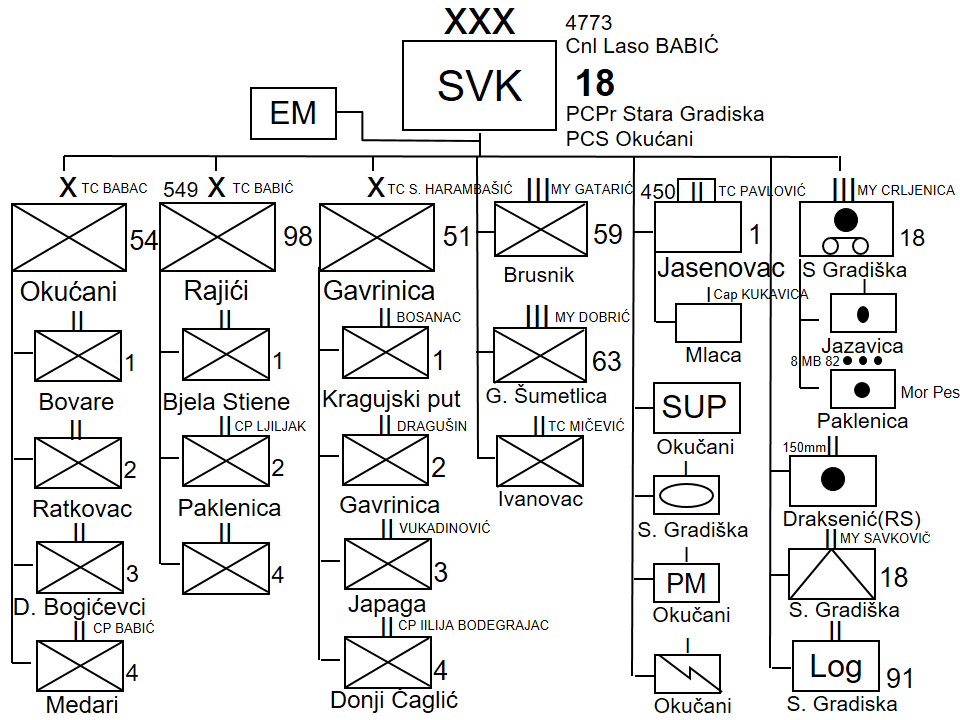
Orden de batalla del 18.º SVK Korpus.

Contrariamente a la idea del Plan Vance, los serbios establecieron oficialmente, en el otoño de 1992, el Ejército Serbio de la República Srpska Krajina (SVK) que, de hecho, ya existía a través de la formación de la PJM. El SVK se formó el 27 de noviembre de 1992, con cambios organizativos y formativos más pequeños de la Defensa Territorial (TO), a la cual se le asignó unidades de milicia. Entonces, el Estado Mayor de la Defensa Territorial de Eslavonia Occidental, con puesto comando en Okučani, fue renombrado como 18.º Cuerpo del SVK - Eslavonia Occidental (18. Korpus Zapadna Slavonija).
La misión del 18.º Cuerpo era brindar seguridad a la Región Autónoma Serbia de Eslavonia Occidental, zona donde vivían unos veinte mil serbios, muchos de ellos refugiados provenientes de las municipalidades que se habían revelado en agosto de 1991. La desastrosa situación socioeconómica se reflejó en la fuerza militar. Numerosos residentes habían abandonado el área durante las operaciones contra las fuerzas croatas en el segundo semestre de 1991. Muchos de los que se encontraban en edad militar tampoco se presentaron a las fuerzas militares lo cual tuvo impacto negativo en la capacidad de combate de las unidades. El mayor problema que tendrán los serbios será la falta de personal.
El 18.º Cuerpo quedó formado con tres brigadas y un destacamento. Contaba con un escuadrón blindado y un grupo de artillería, con su material guardado en los depósitos de UNPROFOR. Su efectivo a mediados de 1993 era del orden de 4600 miembros. Similar número se mantuvo hasta su disolución en 1995. Sin embargo, ese número solo cubría el 50% del cuadro de organización y se trataba de personas de edad avanzada con poca capacitación militar.

#### Evolución de las fuerzas croatas
Durante 1992, el ejército croata experimentó cambios organizativos importantes en Eslavonia Occidental donde algunas unidades fueron reorganizadas, algunas abolidas y otras desmovilizadas. Todos los batallones independientes, excepto el 73, fueron desmovilizados. A fines de 1992, la 16.ª Brigada de Artillería y Misiles del Ejército de Croacia se formó en Bjelovar sobre la base de la 24.ª División de Artillería Mixta. Por otro lado, la 125.º Brigada fue pasada a regimiento. La 136.º brigada, a su regreso a Slatina concretó su desmovilización.
En las operaciones de 1991, los comandos que operaron en Eslavonia Occidental eran los de Bjelovar, Osijek y Zagreb. Luego del alto el fuego del 3 de enero de 1992 y debido a los problemas frecuentes con el mando, la conducción pasó al Comando de Zona Operacional de Osijek entre el 25 de marzo de 1993 y el 13 de abril de 1994. A partir de entonces, el Comando de Zona Operacional pasó al de Bjelovar (Zapovjedništvo Zbornog područje - ZZP - Bjelovar). Este estará a cargo de las fuerzas en Eslavonia Occidental durante la Operación Bljesak. En febrero de 1993, la 2. Zona Operativa de Bjelovar pasó a llamarse Distrito Militar Bjelovar.
En 1994, se abolieron las unidades de defensa local y se estableció el Regimiento de Defensa de la Patria 52 para Daruvar, Grubišno Polje y Pakrac. A inicios de ese año se creó el 81.ª Batallón de Guardias como el sucesor de la 127.ª Brigada del Ejército Croata, la que fue desmovilizado. Simultáneamente, la 121.ª Brigada fue reorganizada en el Regimiento de Defensa de la Patria 121. En 1995, el HV era una fuerza bien equipada y entrenada y altamente motivada. 

### Campaña de 1995
En 1995, solo hubo una operación militar en Eslavonia Occidental. Sin embargo, las unidades croatas participaron en otras fuera de la región tal como la "Operación Oluja" (4 al 7 de agosto) a través de la cual se tomó el resto del área bajo poder de la República Serbia de Krajina (excepto Eslavonia oriental); la "Operación Fénix" de seguridad en Eslavonia oriental y la "Operación Una" (18 y 19 de septiembre) consistente en el cruce ofensivo del Río Una en el área de Bosanski Novi y Bosanska Dubica y del río Sava en el área de Jasenovac incursionando brevemente en Bosnia, en apoyo de las tropas de Sarajevo.
Las fuerzas del Distrito Militar de Bjelovar aseguraron la frontera estatal hasta finales de 1995, cuando la policía se hizo cargo de sus puestos y tareas. Las unidades restantes fueron desmovilizadas, terminando así formalmente la Guerra de la Patria.

#### Operación Bljesak

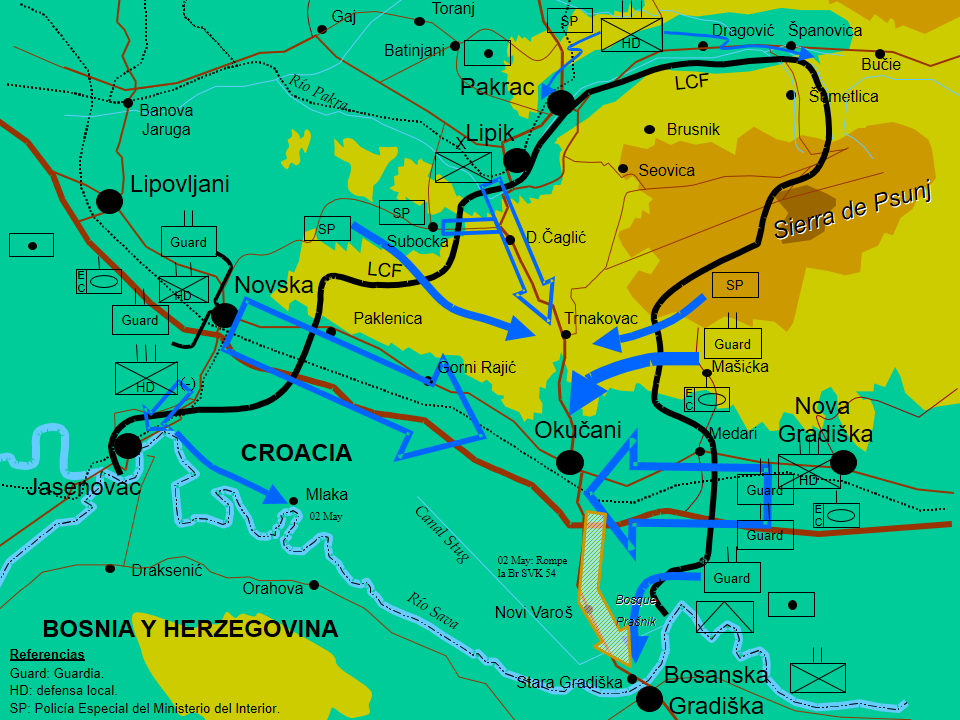
Desarrollo de la Operación Bljesak.

A partir del cambio del mandato de la Fuerza de Paz de Naciones Unidas, en el Sector Oeste (UNPA-SW) la situación comenzó a deteriorarse, coincidiendo con lo que sucedía en Bosnia. Los bandos en lucha y la comunidad internacional, cansados de casi cuatro años de guerra, apuraban el fin de las hostilidades.

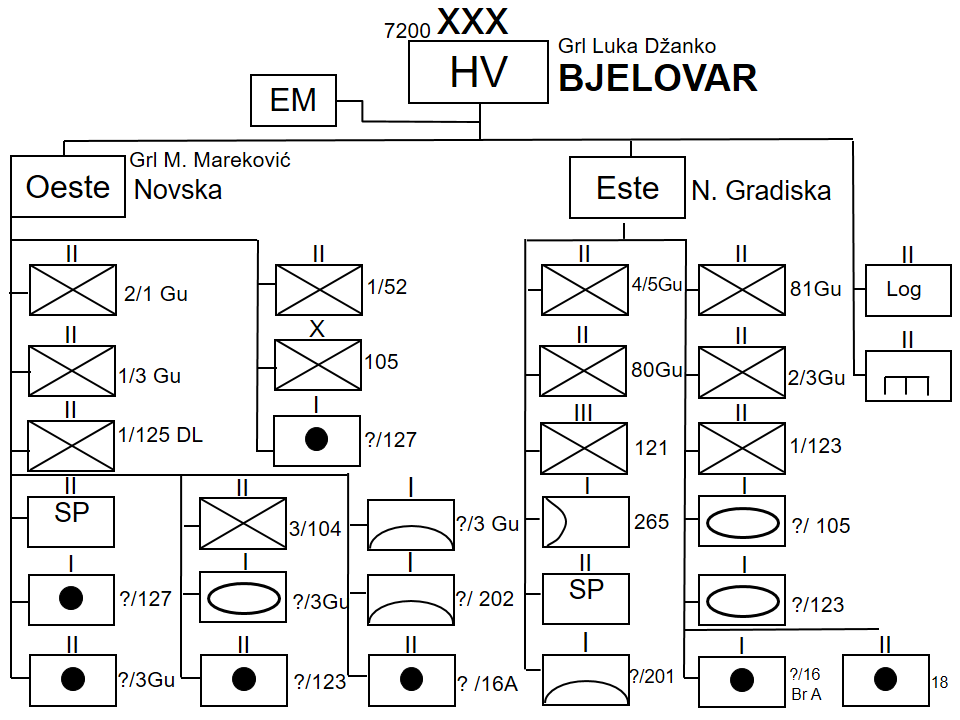
Orden de batalla de las fuerzas croatas que participaron en la Operación Bljesak.

En el marco del acuerdo económico de 1994 que permitía a los serbios efectuar compras en sectores croatas próximos y a mantener la autopista Zagreb - Lipovac abierta al tránsito, en el mes de abril de 1995 se suceden unos incidentes que provocarían el reinicio de las hostilidades. El 15 de abril, la RSK suspendió la implementación de los acuerdos económicos en lo referente a la vía férrea a los efectos de negociar un mandato de UNCRO más favorable a sus intereses.
Durante el 24, los serbios cerraron temporalmente la autopista en respuesta a la actitud croata de impedir el arribo de un convoy desde el Sector Este hacia Okučani. Al día siguiente, el HV movilizó sus tropas a las posiciones de partida para lanzar la operación de recuperación.
El día 28 de ese mes, un civil serbio fue apuñalado en una estación de carga de combustible próxima a Nova Gradiška, fuera de la UNPA. Esa noche se desencadenaron una serie de incidentes sangrientos sobre la autopista en venganza a lo sucedido, resultando en la muerte de cuatro civiles croatas, dos heridos y cinco rehenes, más la clausura de la E70 (autopista Zagreb-Belgrado) por parte de los serbios.
El 29 y 30 se continuaron las negociaciones infructuosas de UNCRO para intentar abrir el paso. El 29 de abril, el Estado Mayor General del Ejército Croata ordenó activar la directiva para Bljesak, a la espera de la orden de ataque.
El día 30 se inició el despliegue de las fuerzas del HV. Las posiciones de partida para el ataque fueron ocupadas a partir del mediodía y tarde. Las tropas de Naciones Unidas observaron un fuerte movimiento de personal militar.
Los serbios, entre el 28 y 29 ordenaron la movilización en el territorio de Eslavonia Occidental. Sin embargo, el 30 no aumentó su grado de alistamiento. El armamento existente en los depósitos bajo mandato de UNCRO no fue removido.
El 1 de mayo, en horas tempranas, comenzó la ofensiva croata. La idea básica de la operación era desmembrar al 18.º Cuerpo en el tramo Novska - Okučani - Nova Gradiška, bloquear a Jasenovac, irrumpir en el Sava y organizar la defensa en la frontera estatal para completar la operación en el interior. Las fuerzas croatas se agruparon en tres direcciones: oeste de Novska, norte de Pakrac y este de Novi Gradiška.
El 4 de mayo finalizó la lucha con la rendición de la última brigada en Pakrac. Ello implicó que toda Eslavonia Occidental quedara en manos croatas. 
La población serbocroata, ante la nueva situación militar, abandonaron la zona en masa. Durante los dos primeros días de la operación militar huyeron de la zona unas 10.000 personas, en su mayoría residentes en la zona de Okučani, para internarse en Bosnia y Herzegovina. Posteriormente, en negociaciones mantenidas entre UNCRO y las autoridades croatas, los dirigentes de la RSK insistieron en que se diese a las personas que habían permanecido, calculadas entre 3.000 y 4.000, la oportunidad de abandonarla. Las Naciones Unidas accedieron a esta petición e iniciaron el programa denominado "Operación Pasaje Seguro" para custodiar a los civiles hasta el puente de Stara Gradiska.

## Consecuencias de la Guerra
La consecuencia de la primera campaña fue el mantenimiento transitorio de un espacio para que los aun yugoslavos puedan mantener la población serbia refugiada de más al norte. 
En ese momento, el JNA estaba siendo reforzado, sus posiciones consolidadas por lo que emprendieron ofensivas organizadas y amenazaron con volver a tomar a Lipik y Pakrac. Del lado croata, era motivo de particular preocupación que las órdenes, incluidas las del Estado Mayor del Ejército Croata, no se cumplieran al igual que la presencia de información falsa y errónea. Ello se enmarca en lo afirmado por el historiador militar Davor Marijan: las fuerzas croatas fueron detenidas a fin del año por cansancio, falta de munición, introducción de nuevas tropas del JNA y, sin dudas, "alguna clase de juegos detrás de escena llevados a cabo por la conducción política".
La pausa operacional generada por el Plan Vance permitió reorganizar las fuerzas croatas mientras las yugoslavas se retiraron y las serbias se debilitaron considerablemente dado en contexto general y el particular en Bosnia. La segunda campaña, permitió finalizar la total ocupación de Eslavonia Occidental por parte del HV y la expulsión/huida de la población serbia hacia el sur del río Sava.  
Según el último censo croata, la situación se mantiene tal como lo refleja la siguiente tabla (adaptada a la nueva organización política del país): 
|           | Ciudad de Pakrac | Ciudad de Pakrac | Ciudad de Pakrac | Ciudad de Daruvar | Ciudad de Daruvar | Ciudad de Daruvar | Ciudad de G. Polje | Ciudad de G. Polje | Ciudad de G. Polje | Ciudad de Lipik | Ciudad de Lipik | Ciudad de Lipik | Ciudad de N. Gradiška | Ciudad de N. Gradiška | Ciudad de N. Gradiška | Ciudad de Novska | Ciudad de Novska | Ciudad de Novska |
| --------- | ---------------- | ---------------- | ---------------- | ----------------- | ----------------- | ----------------- | ------------------ | ------------------ | ------------------ | --------------- | --------------- | --------------- | --------------------- | --------------------- | --------------------- | ---------------- | ---------------- | ---------------- |
| Total     | Croatas          | Serbios          | Total            | Croatas           | Serbios           | Total             | Croatas            | Serbios            | Total              | Croatas         | Serbios         | Total           | Croatas               | Serbios               | Total                 | Croatas          | Serbios          |                  |
| 1991      | 16585            | 5622             | 8027             | 34554             | 11933             | 11337             | 9716               | 3767               | 3374               | 11222           | 4277            | 4987            | 17071                 | 12442                 | 2706                  | 17231            | 11305            | 4414             |
| 2011      | 8460             | 6168             | 1340             | 11633             | 7129              | 1429              | 6478               | 4383               | 576                | 6170            | 4657            | 860             | 14229                 | 13203                 | 662                   | 3713             | -1083            | 3773             |
| Variación | -49%             | +9,7%            | -83,3%           | -66,3%            | -40,3%            | -87,4%            | -33,3%             | +16,4%             | -82,9%             | -45,0%          | +8,9%           | -82,8%          | -16,6%                | +6,1%                 | -75,5%                | -21,5%           | +9,6%            | -85,5%           |